# Reichstag zu Augsburg (1530)

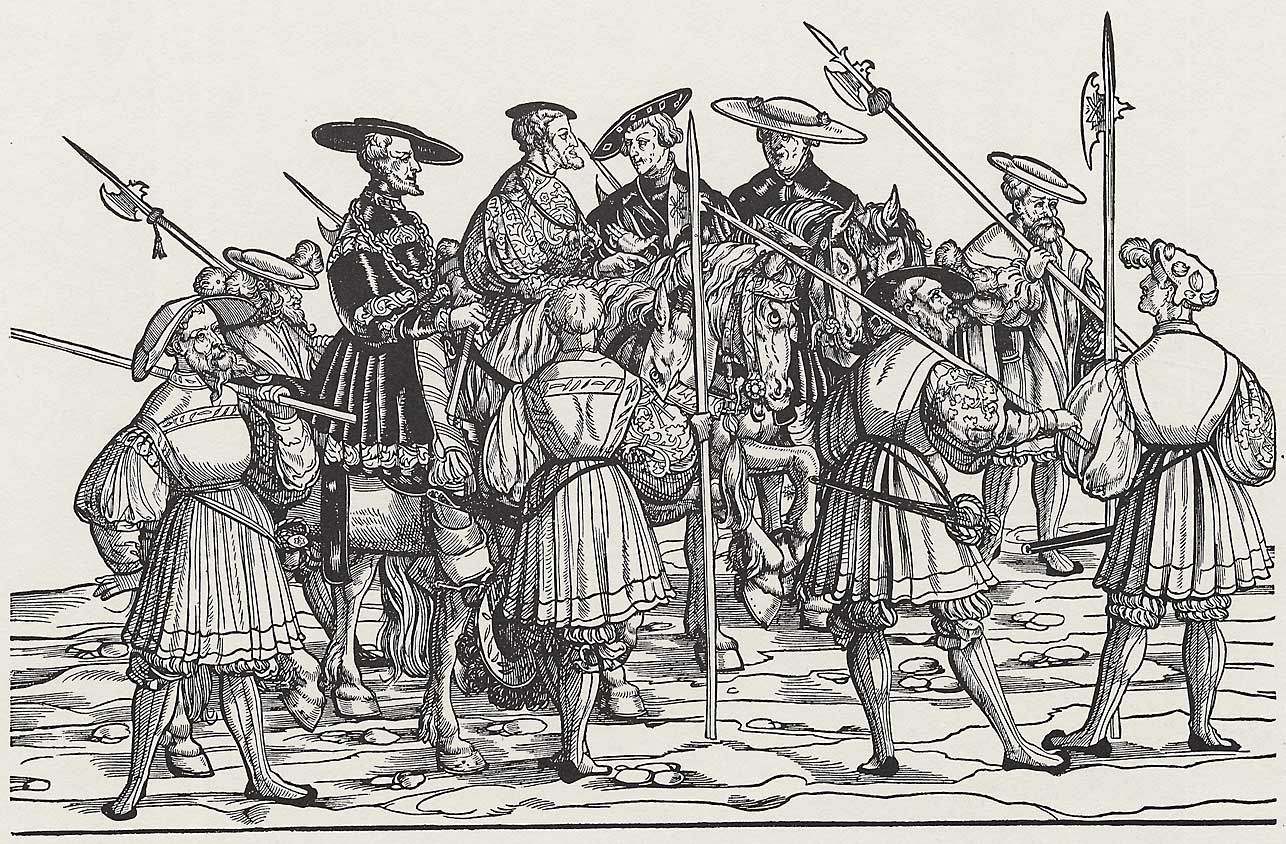
Einzug des Kaisers in Augsburg. Die Reiter, von links: Erzherzog Ferdinand, Karl V., Pfalzgraf Friedrich, Legat Campeggi (Jörg Breu der Ältere 1530, Herzog Anton Ulrich Museum)

Der Augsburger Reichstag von 1530 war ein Reichstag des Heiligen Römischen Reiches während der Regierungszeit des Kaisers Karl V. aus dem Hause Habsburg. Er fand vom 20. Juni bis zum 19. November 1530 in Augsburg statt. Der Kaiser kehrte nach mehrjähriger Abwesenheit in die Reichspolitik zurück. Damit endete die Regierungsverantwortung des Reichsregiments, das in eine Beraterrolle zurücktrat. Karls jüngerer Bruder, Erzherzog Ferdinand, war im Krieg mit dem Osmanischen Reich auf die Unterstützung der Reichsstände mit Truppen und Geld angewiesen (Reichstürkenhilfe). Große Reformvorhaben standen seit Jahren an, die der Augsburger Reichstag voranbringen sollte, etwa im Bereich des Strafrechts.
Karl V. erhielt am Rande des Reichstags die Stimmen der fünf altgläubigen Kurfürsten für die Wahl Ferdinands zum römischen König, die dann 1531 in Köln erfolgte. Der Bruder war damit als künftiger Kaiser vorgesehen. Das war ein Erfolg der kaiserlichen Familienpolitik. Die Kehrseite war ein Erstarken der fürstlichen Opposition gegen Habsburg, die besonders von Bayern und Hessen getragen wurde. Auf dem Reichstag von 1530 traten die Widerstandskräfte, an denen Karls Universalmonarchie scheiterte, erstmals deutlich hervor.
In Augsburg dominierte der Religionskonflikt die Beratungen: Die Minderheit der Parteigänger Martin Luthers und die Mehrheit der altgläubigen Reichsstände loteten Möglichkeiten eines Kompromisses in Fragen von Glauben und kirchlicher Praxis aus. Karl V. gab dabei seine ursprünglich beabsichtigte Schiedsrichterrolle auf und trat als Repräsentant der altgläubigen Ständemehrheit auf.
Der Reichstag war eine auf Konsens ausgerichtete Veranstaltung, deren Abläufe durch den Dissens zwischen Alt- und Neugläubigen beeinträchtigt wurden. Karl V. nutzte festliche Inszenierungen wie Prozessionen und Belehnungen, um Druck auf die protestantischen Fürsten auszuüben. Diese reisten vorzeitig ab. Damit entzogen sie sich dem Abschlussritual des Reichstags und verweigerten sich sämtlichen Beschlüssen. Der Kaiser setzte ihnen eine mehrmonatige Frist zur Annahme des Reichsabschieds. Der sächsische Kurfürst, mehrere Reichsfürsten und Reichsstädte schlossen sich daraufhin zu einem Defensivbündnis (Schmalkaldischer Bund) zusammen. Dies war eine neuartige Kooperation zwischen Partnern, die weder dynastische noch wirtschaftliche Interessen teilten, aufgrund einer Ideologie. Die Schmalkaldischen Bundesverwandten verpflichteten sich nämlich auf die Confessio Augustana, eine evangelische Bekenntnisschrift, die auf dem Augsburger Reichstag dem Kaiser übergeben worden war.
Der Augsburger Reichstag, der sich mit vielen Themen befasste, wurde hauptsächlich in seiner Bedeutung für die Reformationsgeschichte untersucht. Die Verlesung und Übergabe der Confessio Augustana wurden Teil der protestantischen Erinnerungskultur. Abgesehen von der Religionsfrage ist der Reichstag aber auch verfassungsgeschichtlich ein Wendepunkt, weil Ferdinands Königtum an die Stelle des Reichsregiments trat.

## Vorgeschichte

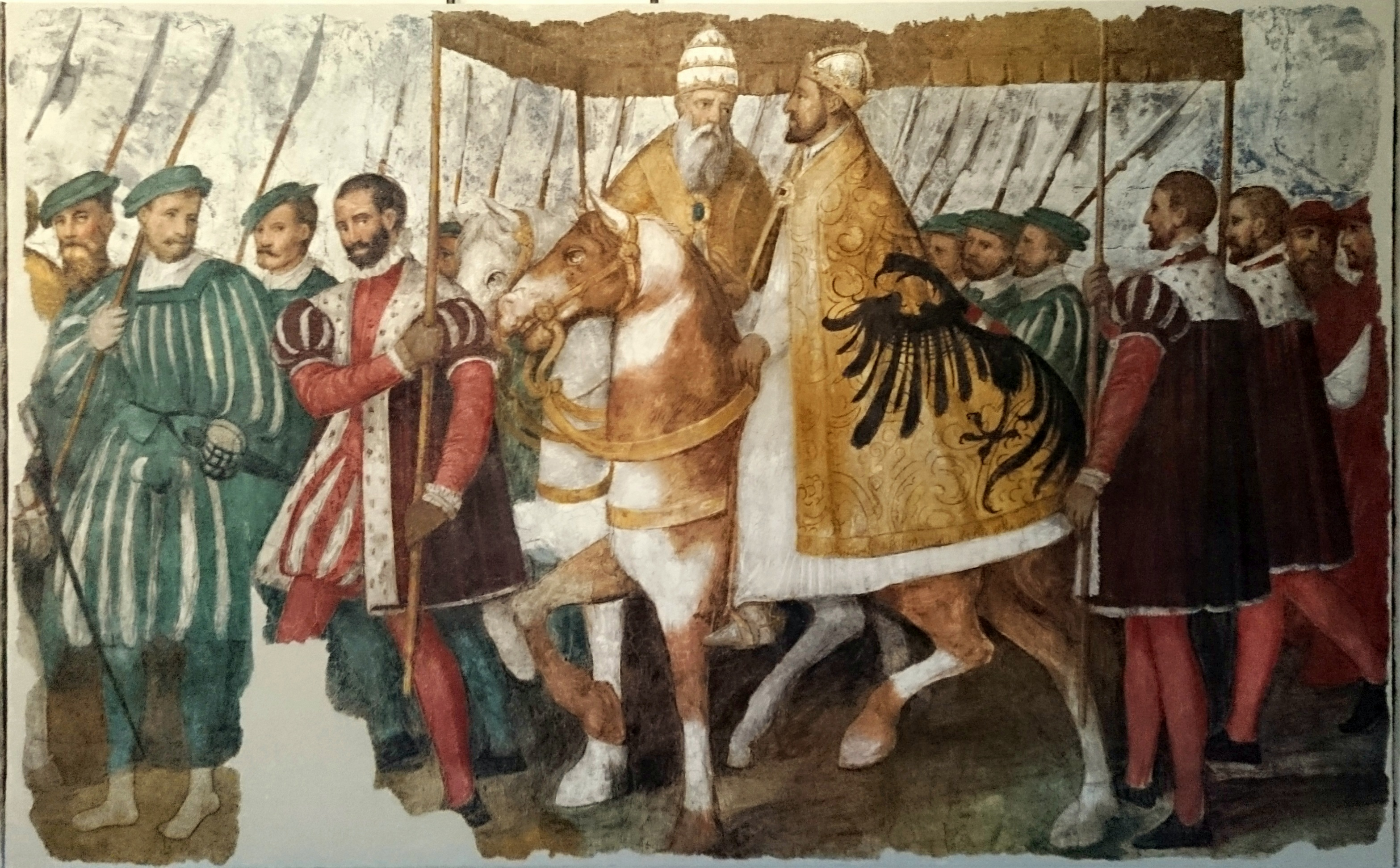
Papst Clemens VII. und Kaiser Karl V. (Jacopo Ligozzi um 1580, Museo degli affreschi Giovanni Battista Cavalcaselle, Verona)

1521 hatte Karl V. die Reichsacht über Martin Luther verhängt (Wormser Edikt). Er war deutscher König und erwählter römischer Kaiser, jedoch wurde sein Anspruch auf Universalherrschaft durch die föderative Struktur des Reichs begrenzt. Luthers Landesherr, Kurfürst Friedrich III. von Sachsen, schützte den Häretiker. Damit wäre er eigentlich selbst der Acht verfallen, aber Karl brauchte Friedrichs reichspolitische Unterstützung. Juristisch gab es für dieses Dilemma eine Lösung: Ein Edikt galt nur dort, wo es bekannt gemacht wurde. Weil das Wormser Edikt nicht nach Sachsen zugestellt wurde, konnte Friedrich so tun, als existiere es nicht, Luther gewähren lassen und weiterhin in der Reichspolitik mit dem Kaiser kooperieren.
Im Sommer 1522 kehrte Karl V. nach Spanien zurück, wo er bis Ende Juli 1529 an wechselnden Orten residierte. Die Dominanz des burgundisch-spanisch-habsburgischen Herrschaftssystems in Europa wurde durch Franz I. von Frankreich herausgefordert; kaiserliche und französische Truppen standen sich vor allem in Italien in mehreren Schlachten gegenüber. Mit dem Frieden von Cambrai (3. August 1529) sicherte Karl V. seine Herrschaft in Italien und Flandern, verzichtete aber auf das Herzogtum Burgund. Zwar waren die kaiserlichen Truppen gegen Frankreich meist siegreich, doch in Südosteuropa expandierte unterdessen das Osmanische Reich. Im Herbst 1529 belagerte Süleyman I. Wien, die Hauptstadt der Habsburgischen Erblande. Karl V. kehrte nach neunjähriger Abwesenheit ins Reich zurück, aber er überließ die Verteidigung Wiens seinem Bruder Ferdinand und den Reichsständen und begab sich auf Einladung von Papst Clemens VII. zur Kaiserkrönung nach Bologna.
Das Finanzsystem Karls V. war auf die regelmäßigen Einkünfte aus Spanien gegründet, wobei Kastilien die Hauptlast trug. Da aber die Ausgaben die Einnahmen überstiegen, kamen die Gelder aus Spanien zu langsam herein. Daher musste der Kaiser zu Bestreitung der laufenden Ausgaben Kreditverträge (Asientos) mit den großen Handelshäusern vor allem in Genua und Augsburg schließen. Die Interessen seiner Geldgeber schützte er infolgedessen auf dem Reichstag.

## Kaiserliches Ausschreiben (21. Januar 1530)

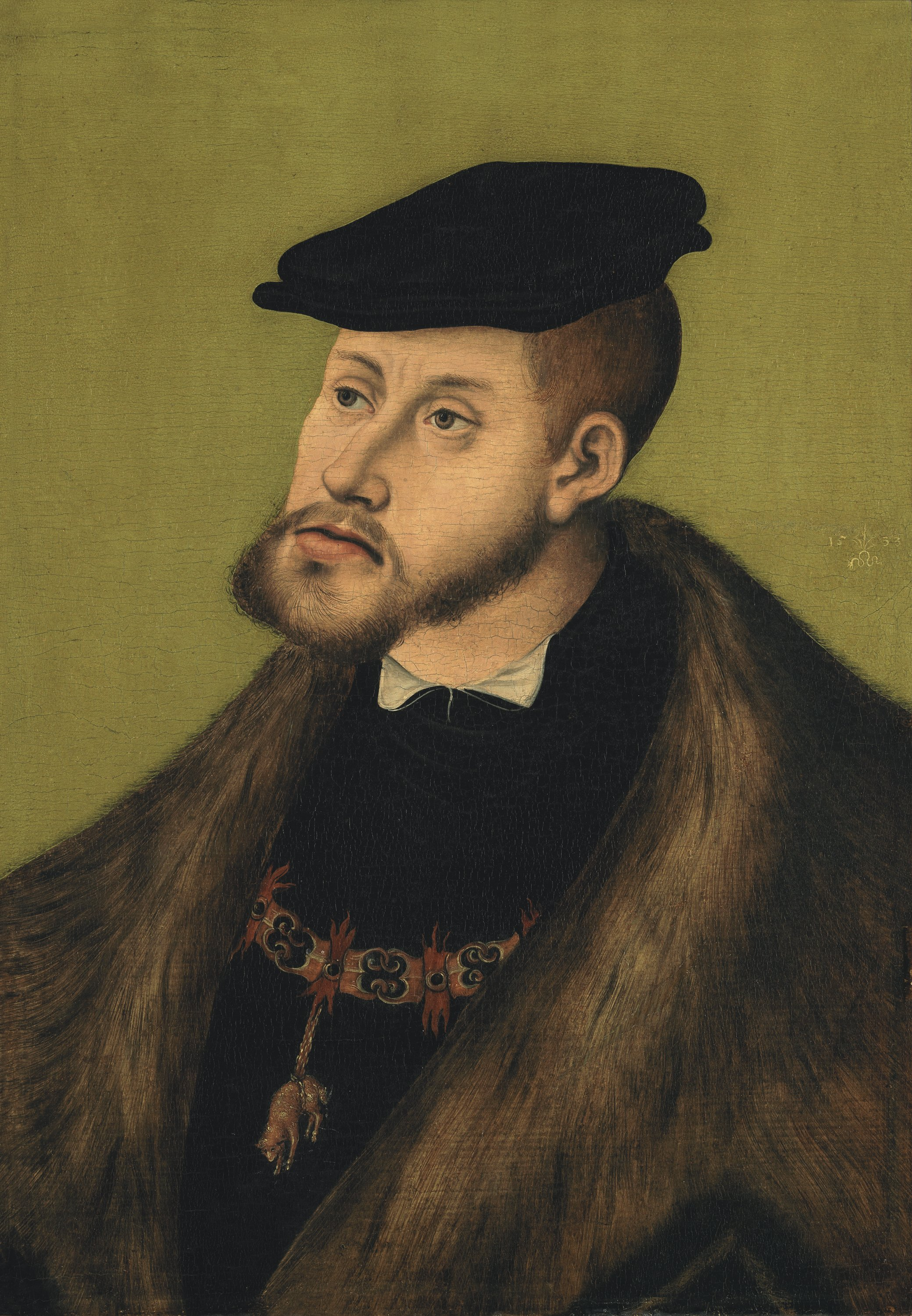
Kaiser Karl V. (Lucas Cranach der Ältere 1533, Museo Thyssen-Bornemisza)

In Bologna, kurz vor seiner Krönung durch Papst Clemens VII., ließ Karl V. ein Ausschreiben zum nächsten Reichstag verfassen, welches auf den 21. Januar datiert war. Der Ort war Augsburg, als Beginn nannte das Ausschreiben den 8. April, dabei war von bisherigen Reichstagen klar, dass der tatsächliche Beginn deutlich später sein würde. Reichstage begannen dann, wenn der Kaiser und genügend wichtige Personen eingetroffen waren. Die Zusammensetzung des Reichstags konnte der Kaiser nicht beeinflussen. Denn die beim Wormser Reichstag 1521 erstellte Matrikel legte fest, wer zu den Reichsständen gehörte.
Karl V. brauchte eine möglichst breite militärische und finanzielle Unterstützung für den Krieg gegen die Türken. Bei den Reichstagen zwischen 1522 und 1529 in Abwesenheit des Kaisers hatten sich Auflösungserscheinungen gezeigt. Die Stände sträubten sich, Reichsregiment und Reichskammergericht zu finanzieren; 1527 waren sie nicht zur Unterstützung Ferdinands von Österreich gegen eine türkische Großoffensive bereit. Der Reichstag von Augsburg 1530, an dem Karl V. wieder persönlich teilnahm, musste diesen Trend umkehren. Prozessionen und Festakte, welche die kaiserliche Majestät der Reichstagsöffentlichkeit sichtbar und erfahrbar machten, waren eine Möglichkeit, Karls V. Position zu stärken.
Das Ausschreiben referierte zunächst ausführlich, dass der „Erbfeind unseres heiligen christlichen Namens und Glaubens, der Türk mit seiner großen Macht“ das Erzherzogtum Österreich angegriffen habe. Auf dem Reichstag sollten Maßnahmen zur Verteidigung der ganzen „deutschen Nation“ gegen diese Bedrohung beschlossen werden. Zum Konflikt zwischen Alt- und Neugläubigen war das Schreiben betont freundlich, aber auch knapp gehalten und kündigte dreierlei an:
1. Der Kaiser sagte zu, „eins jeglichen Gutbedünken, Opinion und Meinung“ gütig anzuhören.
2. Er regte an, auf beiden Seiten das geschehene Unrecht „abzutun.“
3. Alle sollten „eine einige und wahre Religion annehmen.“

„Dies klang nach einer offenen Situation, in der sich der Kaiser gleichsam als neutraler Schiedsrichter über die religiösen Streitparteien stellte.“ Neutral war Karl V. in der Religionsfrage allerdings nicht. Wolfgang Reinhard charakterisiert seine Religionspolitik als Kombination aus „stenge[r] Kirchlichkeit, christliche[r] Kaiseridee und dynastische[r] Selbstsicherheit.“
Das Ausschreiben forderte die eingeladenen Fürsten auf, persönlich zu erscheinen. Die Präsenz möglichst vieler Kurfürsten und Fürsten war für das Gelingen des Reichstags wichtig. Der Hochadel akzeptierte die von abwesenden Fürsten als Stellvertreter entsandten Räte nicht als seinesgleichen. Diese Räte konnten immer erklären, dass ihr Mandat für irgendetwas nicht reiche. Beides verkomplizierte die Abläufe des Reichstags. Außerdem waren Abwesende durch Beschlüsse nicht im gleichen Maße gebunden wie Anwesende.

## Die Reichsstände zwischen dem Wormser Edikt 1521 und dem Augsburger Reichstag
Die Aussicht, mit dem Kaiser zu interagieren, machte Augsburg 1530 seitens der Fürsten zum bestbesuchten Reichstag seit 1521.
Der Speyerer Reichstagsabschied von 1526 enthielt eine Klausel, die es jedem Stand erlaubte, das Wormser Edikt bis zu einem künftigen Konzil oder einer Nationalversammlung so zu handhaben, „wie ein jeder solches gegen Gott, und kayserl. Majestat hoffet und vertraut zu verantworten.“ Dies war eine mehrdeutige Kompromissformel. Altgläubige Stände konnten verfahren wie bisher, neugläubige Stände konnten sich auf den biblischen Grundsatz berufen, man müsse Gott mehr gehorchen als den Menschen – allerdings nutzten sie dieses Argument unterschiedlich, kaum in Kursachsen, maximalistisch dagegen in Hessen.
Die Bandbreite regional unterschiedlicher Entwicklungen in den 1520er Jahren wird im Folgenden beispielhaft für einige wichtige Akteure des Reichstags von 1530 dargestellt.

### Österreich (mit Vorlanden und Württemberg)

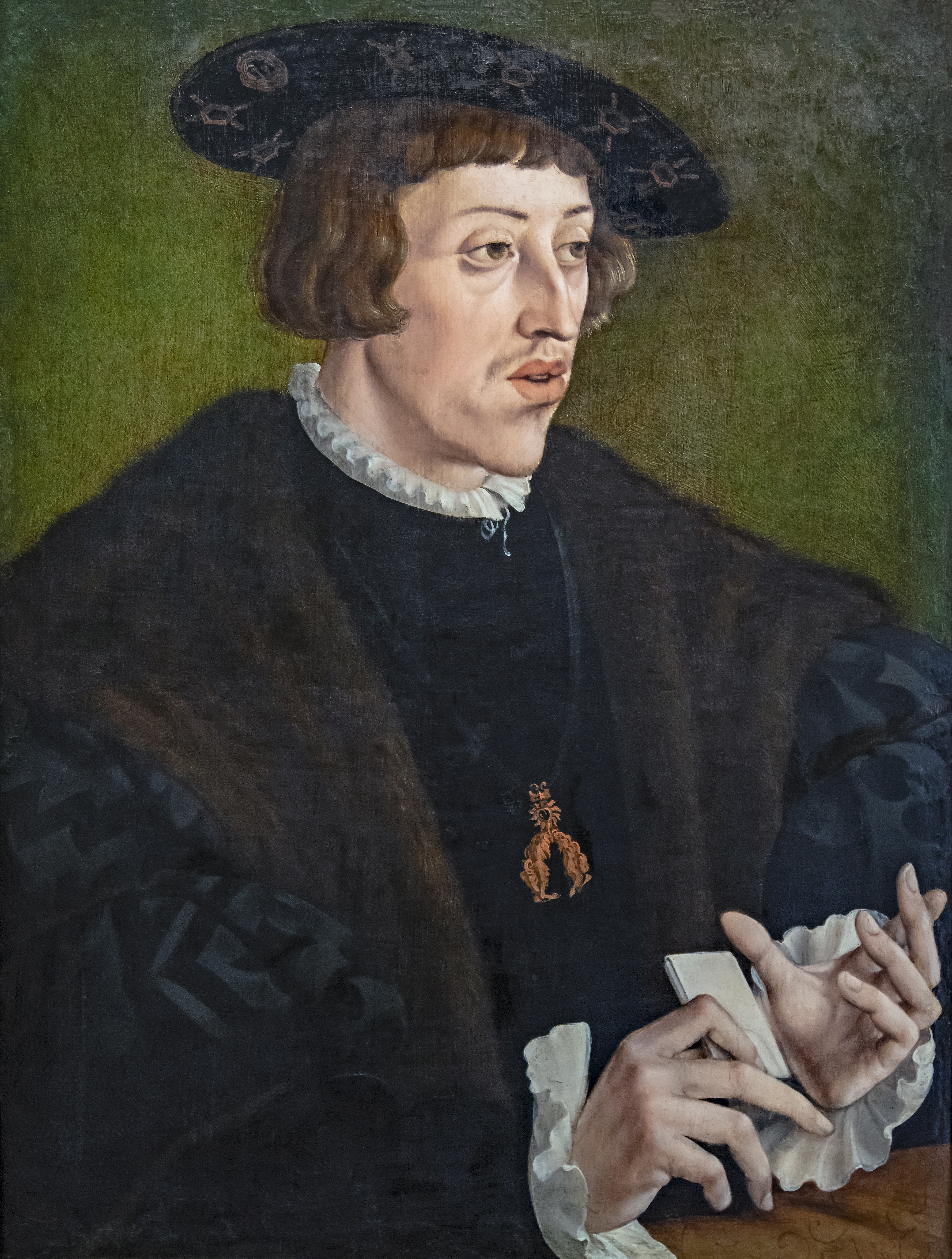
Ferdinand von Österreich (Jan Cornelisz Vermeyen 1530, Fondation Bemberg, Toulouse)

Karls jüngerer Bruder Ferdinand verkörperte auf dem Augsburger Reichstag 1530 verschiedene Rollen: Als Erzherzog von Österreich war er der hervorragendste weltliche Reichsfürst. Als Kaiserbruder war er in Karls Abwesenheit sein Statthalter im Reich und seit 1522 „Regierer“ des Herzogtums Württemberg. Außerdem war er als König von Böhmen ein Kurfürst, ohne aber Mitglied des Kurfürstenrates zu sein.
Ferdinand verfolgte in Österreich gegenüber dem Protestantismus eine „Eindämmungs- und Repressionspolitik von singulärem Ausmaß“ (Armin Kohnle); zwischen 1522 und 1532 erließ er als Landesherr auf der Grundlage des Wormser Edikts über 20 antireformatorische Mandate. Das für Ferdinands Politik kennzeichnende Ofener Mandat von 1527 enthält einen detaillierten Strafkatalog, mit dem alle Arten von religiöser Abweichung erfasst und sanktioniert werden sollten. Opfer dieser Repression wurden in erster Linie Täufer, aber auch Anhänger Karlstadts, Zwinglis, Luthers und andere.
Württemberg war um 1500 „im Sog Habsburgs“ (Dieter Mertens); Herzog Ulrich hatte versucht, daraus auszubrechen, war gescheitert und vom Schwäbischen Bund besiegt und vertrieben worden. Da der Schwäbische Bund aber nicht Landesherr sein konnte und seine Kriegskosten erstattet bekommen wollte, kauften kaiserliche Kommissare 1519 in Überschreitung ihrer Kompetenzen das Herzogtum im Namen Karls V. In einer Denkschrift wiesen sie darauf hin, dass sich die Machtstellung Habsburgs im Reich durch den Besitz Württembergs erheblich verbessere. Habsburg sei damit jederzeit in der Lage, die Reichsstände zu imperiren. Die habsburgische Herrschaft in Württemberg stützte sich fortan auf die städtische Oberschicht. Diese sogenannte Ehrbarkeit ging gegen die Anhänger Herzog Ulrichs ebenso vor wie gegen reformatorische Bestrebungen. Jedoch blieb der habsburgische Anspruch auf Württemberg umstritten.
Ferdinand und dessen Kanzler Bernhard von Cles hatten auf dem Speyerer Reichstag im Frühjahr 1529 den Druck auf die evangelischen Reichsstände erhöht. Diese reagierten mit der Protestation zu Speyer. Die osmanische Belagerung Wiens im Herbst 1529 machte deutlich, dass für die Verteidigung des Reichs auch der militärische Beitrag der Protestanten benötigt wurde. Deshalb unterstützten beide im Januar 1530 den kaiserlichen Plan, durch Gespräche mit den Protestanten eine vorläufige Glaubenseinheit herzustellen, die von einem künftigen Konzil bestätigt werden sollte.

### Herzogtum Bayern

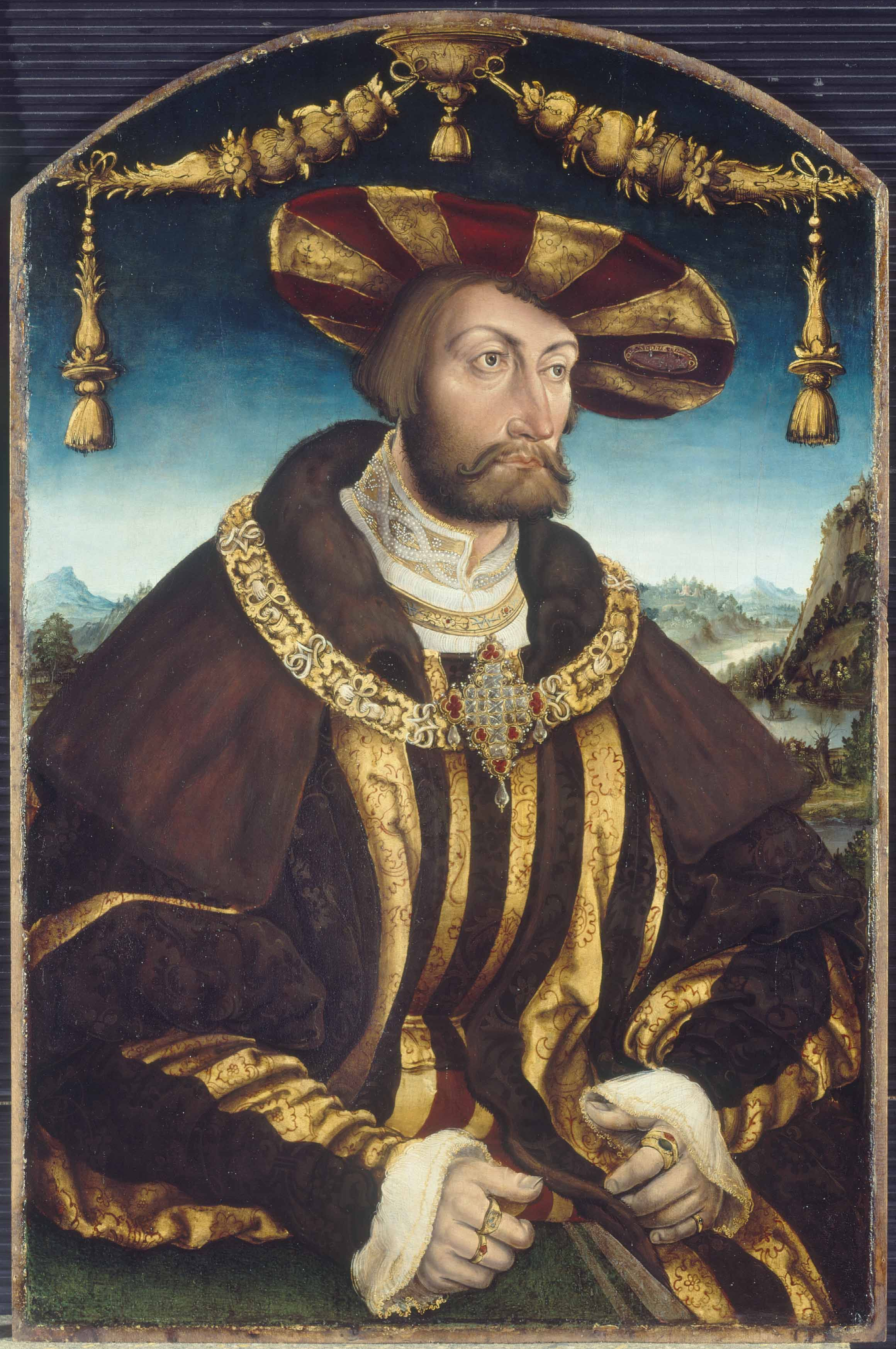
Wilhelm IV. von Bayern (Hans Wertinger, 1526, Alte Pinakothek)

Die gemeinsam regierenden bayerischen Herzöge Wilhelm IV. und Ludwig X. waren prominente Gegner der habsburgischen Politik im Reich. Das zeichnete sich erstmals während des Salzburger Bauernkriegs ab. Der Salzburger Erzbischof und Kardinal Matthäus Lang von Wellenburg wurde von aufständischen Bauern und Bergknappen 1525 fast drei Monate auf der Festung Hohensalzburg belagert, und sowohl Österreich als auch Bayern versuchten, die bedrängte Lage des Erzbischofs für sich zu nutzen. Wilhelm und Ludwig verhandelten mit der Salzburger Landschaft und schlugen die Absetzung Langs sowie die Unterstellung des Erzbistums unter bayerische Verwaltung (Sequestration) vor. Erzherzog Ferdinand akzeptierte eine solche Ausweitung des bayerischen Einflusses nicht. Während Wilhelm und Ludwig ihren jüngeren Bruder Ernst als Nachfolger Langs auf dem Salzburger Erzbischofsstuhl ins Gespräch brachten, schlug Ferdinand Georg von Österreich für dieses Amt vor. Die Salzburger Landschaft stimmte aber im Waffenstillstand vom 31. August 1525 einer Rückkehr Langs zu. Mit militärischer Hilfe des Schwäbischen Bundes, dem der Kardinal-Erzbischof beigetreten war, wurde der im Pinzgau neu aufgeflammte Bauernaufstand 1526 blutig niedergeschlagen. Lang musste hohe Reparationszahlungen leisten und war durch einen Geheimvertrag verpflichtet, Ernst von Bayern als Koadjutor anzunehmen. Diese Klausel lehnte der Papst aufgrund habsburgischer Intervention ab.
Die bayerischen Herzöge waren in der antireformatorischen Politik mit Erzherzog Ferdinand grundsätzlich einig, verfolgten dieses Ziel aber wirkungsvoller mit nur drei Religionsmandaten. Auf dem Speyerer Reichstag im Sommer 1526 vertrat Bayern eine gemäßigte Politik, so dass repressives Vorgehen gegen die eigene Bevölkerung mit einer verständigungsbereiten Politik auf Reichsebene verbunden war. Eine Besonderheit des Herzogs Wilhelm war seine Auffassung, alle „Wiedertäufer“ seien vorher Lutheraner gewesen. Das begründete die Täuferverfolgung auf Basis des Wormser Edikts.
Bei der böhmischen Königswahl misslang eine bayerische Kandidatur. Die bayerischen Herzöge nahmen daraufhin Beziehungen zum ungarischen Gegenkönig Johann Zápolya sowie zu Franz I. von Frankreich auf, um einer „habsburgischen Umklammerung ihres Territoriums“ begegnen zu können. Während des zweiten Reichstags von Speyer im März/April 1529 verhandelte der bayerische Hofrat Leonhard von Eck direkt mit Landgraf Philipp von Hessen über die Restitution des Herzogs Ulrich von Württemberg. Die gegensätzlichen kirchenpolitischen Positionierungen von Bayern und Hessen waren für diese antihabsburgische Kooperation kein Hindernis.
Herzog Wilhelm von Bayern war der Wittelsbacher Gegenkandidat des Habsburgers Ferdinand für die Wahl zum römischen König. Leonhard von Eck erhielt im Sommer 1529 in Aschaffenburg für 100.000 Gulden die feste Zusage Albrechts von Mainz zur Wahl Wilhelms. Indes, der Kauf aller benötigten Kurfürstenstimmen war für Bayern nur mit finanzieller Hilfe der französischen Krone möglich. Franz I. hatte nach dem Frieden von Cambrai dazu aber nicht die Möglichkeit.
Zur bayerischen Delegation auf dem Augsburger Reichstag gehörte mit Johannes Eck der bedeutendste altgläubige Theologe. Vorab hatte Eck eine Zusammenstellung ketzerischer Sätze verschiedener Reformatoren veröffentlicht, die 404 Artikel zum Reichstag zu Augsburg. Das war wahrscheinlich eine Auftragsarbeit für die bayerischen Herzöge. Barbara Stollberg-Rilinger betont, dass Eck mit der Publikation der 404 Artikel einen Beitrag zu der Frage leistete, auf welchem Weg der Religionskonflikt in Augsburg gelöst werden sollte. Das kaiserliche Ausschreiben ließ das ja völlig offen. Eck schlug eine Disputation über die 404 Artikel vor, also ein „ritualisiertes, agonales Streitgespräch zwischen Gelehrten“ und stellte sich als altgläubiger Disputator zur Verfügung.

### Kurmainz

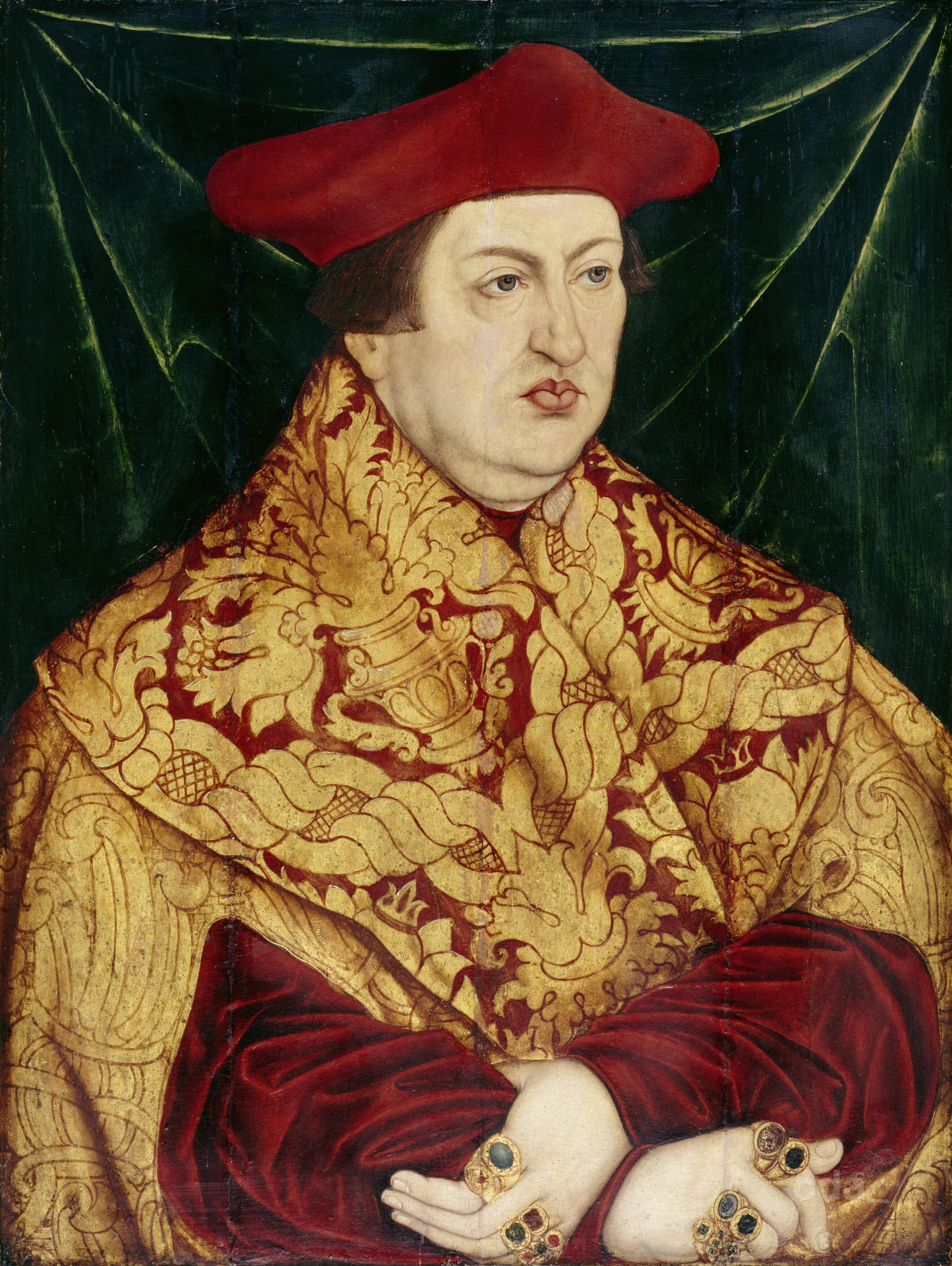
Kardinal Albrecht von Mainz (Lucas Cranach der Ältere nach 1529, Jagdschloss Grunewald)

Der humanistisch gebildete Kardinal, Erzbischof und Kurfürst Albrecht von Mainz war zugleich Bischof von Halberstadt und Erzbischof von Magdeburg. Er versuchte vergeblich, die Ausbreitung der Reformation in Magdeburg aufzuhalten und rief 1524 das Reichsregiment gegen die Stadt an. Der sächsische Kurfürst unterstützte den Magdeburger Stadtrat in den Verhandlungen vor dem Reichsregiment. Albrechts Beziehung zu Kursachsen war taktisch geprägt. In diesen Zusammenhang gehören positive Signale Albrechts in Richtung Martin Luther. Als der Kaiser im September 1527 gegen Magdeburg die Reichsacht verhängte, exekutierte Albrecht diese nicht.
Im Vertrag von Hitzkirchen (Juni 1528) verzichtete Albrecht faktisch auf seine Diözesanrechte in Hessen und Kursachsen. Im Hammelburger Vertrag (Februar 1530) gewährte er der Stadt Erfurt die Aussetzung des Wormser Edikts, während Erfurt seine Herrschaft als Erzbischof anerkannte. Albrecht übergab die Religionshoheit über die Kirchen in Erfurt durch diesen Vertrag dem Stadtrat, mit Ausnahme des Erfurter Doms, St. Severi und St. Peter, wo weiterhin die Heilige Messe in ihrer traditionellen Form gefeiert wurde. Dies war die „erste innerterritoriale religiöse Übereinkunft“ im Reich; Erfurt wurde mit erzbischöflicher Erlaubnis zu einer bikonfessionellen Stadt.
Albrecht „lehnte […] jedes militärische Vorgehen gegen die Protestanten, zumal auf dem Augsburger Reichstag 1530, ab“ und kann insofern als „konziliant“ gelten, jedenfalls verglichen mit seinem älteren Bruder, dem Kurfürsten Joachim I. von Brandenburg. Heribert Smolinsky bezeichnet Albrecht als „Diplomat[en], der schwer zu greifen ist.“ Armin Kohnle macht bei Albrecht von Mainz eine „Mischung aus Konfliktscheue beziehungsweise humanistischer Irenik und theologischer Indifferenz“ aus, seine Politik sei „pragmatisch, gelegentlich auch opportunistisch“ gewesen.

### Kursachsen

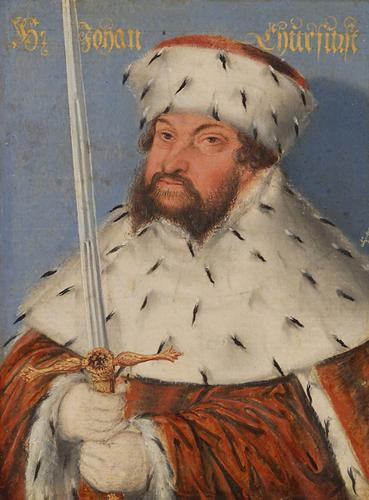
Johann von Sachsen mit dem Reichsschwert (Lucas Cranach der Ältere 1536, Schloss Ambras)

Johann von Sachsen, der seit 1525 anstelle seines Bruders regierte, sah Anfang Mai 1530 eine Chance, die Billigung des Kaisers für die spezifisch kursächsische, sehr konservative Form der Reformation zu erhalten. Zwar hatte Kursachsen mit Hessen und den Städten Nürnberg, Ulm und Straßburg direkt nach der Protestation zu Speyer ein Defensivbündnis angedacht (Speyrer Konvention, 22. April 1529). Aber das war für Kursachsen keine attraktive Option: Der Nutzen von drei weit entfernten Reichsstädten als Verbündeten war fraglich, die hessische Politik als risikofreudig bekannt. Außerdem stand die Bestätigung der Kurwürde Johanns durch den Kaiser noch aus. Zu diesen realpolitischen Erwägungen kam, dass Johann stark unter dem Einfluss seiner theologischen Berater Luther und Melanchthon stand, die von einem Bündnis mit Ulm und Straßburg abrieten. Dort werde eine Abendmahlslehre vertreten, die Einfluss der Theologie Ulrich Zwinglis zeige. Vor die Wahl gestellt, sich den Altgläubigen anzunähern oder den Zwinglianern, zogen Melanchthon und Luther das erstere eindeutig vor. Luther konnte als Geächteter nicht riskieren, das kursächsische Territorium zu verlassen, und wohnte während des Augsburger Reichstags auf der Veste Coburg. Sein Einfluss auf die Entwicklungen in Augsburg war daher begrenzt.
Der Beginn des Reichstags verzögerte sich – das war so üblich. Bernhard von Cles hatte ein Treffen zur Reichstagsvorbereitung angeregt. Am 4. Mai traf Karl V. in seiner Residenz in Innsbruck ein, wo er sich zu diesem Zweck rund einen Monat aufhielt. Auch der kursächsische Sondergesandte Hans von Doltzig reiste in Begleitung von zwei kaiserlichen Höflingen nach Innsbruck, um dem Kaiser zwei neue, von Philipp Melanchthon verfasste Texte vorzulegen, mit denen sich die Wittenberger Reformation sozusagen von ihrer besten Seite zeigte: die Schwabacher Artikel und der Unterricht der Visitatoren, eine Art Kirchenordnung. Heinz Scheible sieht darin ein politisches Manöver Johanns von Sachsen, „um seine Rechtgläubigkeit im Voraus zu beweisen und einen Separatfrieden zu erlangen.“ Am 5. Mai hatte von Doltzig eine Privataudienz beim Kaiser und trug ihm von den Religionsfragen getrennt die politischen Anliegen Johanns vor: darunter seine Belehnung mit der Kurwürde und die kaiserliche Bestätigung des Heiratskontraktes zwischen seinem Sohn Johann Friedrich von Sachsen und Sibylle von Jülich-Kleve-Berg. Zu den Schwabacher Artikeln und dem Unterricht der Visitatoren gab Karl V. keine Stellungnahme ab, was offenbar hieß, dass er diese Texte für unmaßgeblich hielt. Doltzigs Mission beim Kaiser war ein Misserfolg. Deshalb rückte Johann von Sachsen ab Mitte Mai von einem kursächsischen Sonderweg ab.
Am 3. Juni verfasste Melanchthon einen Brief an den Reichserzkanzler Albrecht von Mainz. Er bot die Anerkennung der bischöflichen Jurisdiktion durch die Protestanten an, wenn Hauptanliegen der Reformation gewährt würden: Priesterehe, Laienkelch und evangelische Messe. Das war das Minimalprogramm, an dem die Wittenberger auf jeden Fall festhalten wollten. Melanchthon malte dem Empfänger aus, wie verheerend es wäre, wenn Philipp von Hessen eine Führungsrolle im protestantischen Lager bekäme und sich mit den Zwinglianern in der Schweiz verbündete. Um des Friedens willen seien die Parteigänger Luthers bereit, sich mit den Altgläubigen zusammenzuschließen. Luther wolle Frieden. Der Brief blieb ohne erkennbare Konsequenzen und geheim, aber seine Publikation 1920 führte zu Anfragen an Melanchthons Rolle auf dem Reichstag.

### Landgrafschaft Hessen
Am 12. Mai 1530 ritten Landgraf Philipp von Hessen und sein damaliger Verbündeter, Herzog Heinrich II. von Braunschweig-Wolfenbüttel, mit einem Gefolge von rund 120 aschgrau gekleideten Reitern in Augsburg ein; die Hessischen trugen die reformatorische Devise VDMIE (Verbum Domini manet in aeternum) am Ärmelaufschlag gestickt. In gleicher Weise waren Philipp von Hessen und Johann von Sachsen mit ihrem Gefolge, das das VDMIE am Ärmel trug, beim Reichstag von Speyer 1526 gemeinsam eingezogen. Es handelt sich um zeittypische, zeichenhafte politische Kommunikation. 1526 zeigten sich Philipp und Johann der Reichstagsöffentlichkeit als enge Verbündete. 1530 in Augsburg signalisierte Philipp dem Kurfürsten durch das VDMIE, dass nun eher er es war, der die Reformation politisch offensiv vertrat.
Philipp von Hessen betrieb in den späten 1520er Jahren eine weitgespannte antihabsburgische Bündnispolitik. Ursprünglich ging es um hessische Erbansprüche auf die Grafschaft Katzenelnbogen. Dank des damit verbundenen Rheinzolls war die arme Landgrafschaft Hessen wohlhabend geworden und wurde in der Reichsmatrikel genauso hoch veranschlagt wie die Kurfürstentümer. Die Grafen von Nassau machten ebenfalls Erbansprüche geltend. Für Philipp war es eine schwere Enttäuschung, dass die Kommissare Karls V. im Katzenelnboger Erbstreit 1523 zugunsten von Nassau entschieden. Er war nicht bereit, auf Katzenelnbogen zu verzichten; dies trieb ihn in die Opposition zu Karl V., der die Umsetzung des Urteils einforderte. Wohl aufgrund des Einflusses des Großkämmerers Heinrich von Nassau am kaiserlichen Hof provozierte Karl V. den Landgrafen, indem er den Wetterauer Grafen in dessen Streit gegen Philipp unterstützte in einem Versuch, „im hessischen Hinterhof Unruhe [zu] stiften.“

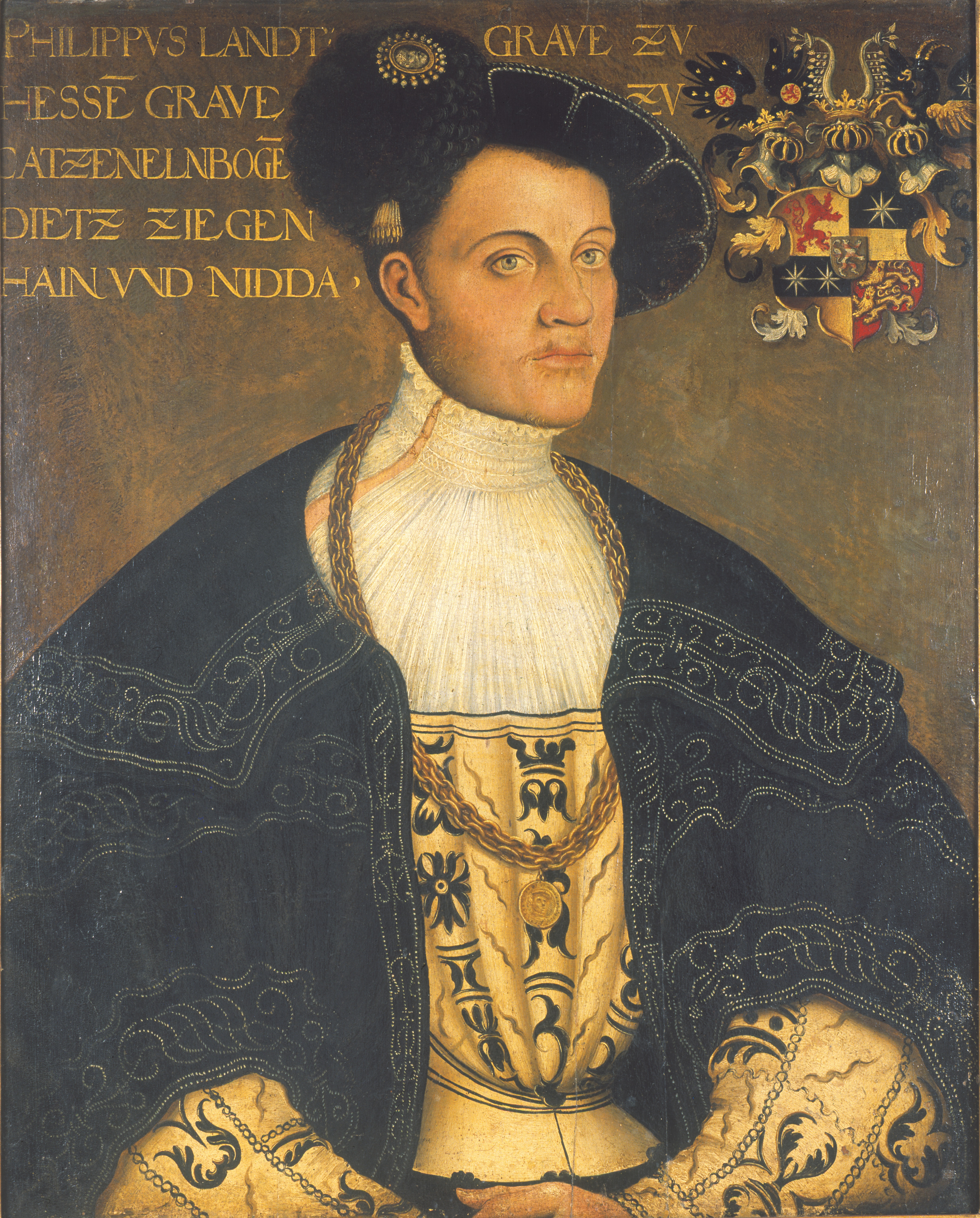
Porträt Philipps von Hessen, Inschrift: Philippus Landtgrave zu Hesse(n) Grave zu Catzenelnboge(n) … (Hans Krell 1534, Wartburg-Stiftung)

Spätestens seit dem Speyerer Reichstag 1526 gab sich Philipp klar als Parteigänger Luthers zu erkennen. Jan Martin Lies konstatiert bei Philipp eine enge Verbindung von territorialpolitischen Ambitionen und religiösem Sendungsbewusstsein. Christine Reinle urteilt ähnlich: „Konsequent nutzte der Landgraf die ideologischen Angebote, die sich aus der Reformation ergaben, zum Ausbau seiner Herrschaftsposition.“ Er hatte 1526 den vertriebenen Herzog Ulrich von Württemberg in Hessen aufgenommen, und damit begann eine Phase der aggressiven antihabsburgischen Politik, die darauf zielte, den Habsburgern die Kontrolle über Württemberg zu entreißen und Ulrich dort zu restituieren. Konfessionsübergreifend konnte er auf die Standessolidarität anderer Reichsfürsten zählen. Philipp argumentierte ihnen gegenüber mit der „deutschen Libertät“, die von den universalmonarchischen Ansprüchen des Kaisers beschädigt werde. Aber Philipp suchte außerdem die Unterstützung der oberdeutschen Reichsstädte, und bei denen war Ulrich wegen seines Angriffs auf Reutlingen eher gefürchtet. Hier spielte Philipp die religiöse Karte aus: wenn Ulrich Württemberg der Reformation zuführte, gäbe es einen protestantischen Flächenstaat im Südwesten, und die evangelischen Reichsstädte in der Region wären strategisch weniger exponiert. Ulrich selbst hatte sich nach seiner Vertreibung der Reformation Schweizer Prägung zugewandt, um seine Chancen auf Rückgewinnung des Herzogtums zu verbessern.
Der sächsische Kanzler Otto von Pack zeigte Philipp im Januar 1528 die Kopie einer angeblichen Bündnisurkunde, mit der sich altgläubige Fürsten und Bischöfe in Breslau zum Kampf gegen den sächsischen Kurfürsten und den hessischen Landgrafen verpflichtet hatten. Ob Philipp dieses Bündnis für real hielt, ist undurchschaubar. Der 23-jährige Landgraf begann unmittelbar mit Kriegsrüstungen und zog in sein Feldlager. Die Kurfürsten von der Pfalz und von Trier verhinderten durch ihre Vermittlung knapp die militärische Konfrontation. In den Schmalkaldischen Verträgen (Juni 1528) blieb die Echtheit oder Fiktionalität des Breslauer Bündnisses unentschieden. Philipp erhielt Friedenszusicherungen und von Kurmainz, Würzburg und Bamberg 100.000 Gulden als „Aufwandsentschädigung“ für seine Rüstungsausgaben. Außerdem zwang er den Erzbischof Albrecht von Mainz, auf die geistliche Jurisdiktion in Kursachsen und der Landgrafschaft Hessen zu verzichten (Vertrag von Hitzkirchen, 11. Juni 1528). Hessen löste sich aus der Mainzer Vorherrschaft, damit war ein wichtiges territorialpolitisches Ziel erreicht.
Das Marburger Religionsgespräch, zu dem Philipp 1529 einlud, sollte Wittenberger, Oberdeutsche und Schweizer zusammenbringen und eine gemeinsame Glaubensbasis herstellen als Grundlage für politische und militärische Kooperation. Das scheiterte am Dissens zwischen Martin Luther und Ulrich Zwingli in der Abendmahlslehre. Am Rande der Veranstaltung übergab Philipp den Entwurf eines Bündnisvertrags mit Zürich, Basel und Straßburg. Vor dem Augsburger Reichstag war Philipp in intensiven Planungen. An Zwingli schrieb er am 15. März 1530, er „woll vill leutt mit ins spill bringen, der man sich nicht versicht“ – Dänemark, Frankreich, England, Preußen, Graubünden, Zürich, Bern, Basel und Venedig, mit Hessen vereint im Bündnis gegen Habsburg. Mit dem altgläubigen Herzog Heinrich von Braunschweig-Wolfenbüttel hatte Philipp von Hessen ein gemeinsames militärisches Vorgehen geplant. Zunächst sollten aber auf dem Reichstag die friedlich-rechtlichen Mittel ausgeschöpft werden. Beide nutzten die Zeit bis zum Eintreffen des Kaisers, um in Augsburg Unterstützer für die Restituierung Ulrichs von Württemberg zu werben. Die Initiative mündete in eine Supplik an den Kaiser, die von vier Kurfürsten und weiteren Fürsten unterstützt, vom Kaiser aber nicht beantwortet wurde.
Wie durch seinen privaten Briefwechsel bekannt ist, traf Philipp von Hessen Vorkehrungen für seine plötzliche Abreise aus Augsburg. Er instruierte die Landgräfin, eine sich immer weiter verschlimmernde Krankheit zu simulieren, damit ein Grund für das vorzeitige Verlassen des Reichstags zur Hand war. Philipp von Hessen und Heinrich von Braunschweig-Wolfenbüttel hatten nämlich geplant, ihre Truppen nahe Frankfurt am Main zu vereinen und einen Vorstoß nach Württemberg zu unternehmen. Allerdings kam Philipp während des Reichstags sein Verbündeter abhanden. Heinrich von Braunschweig-Wolfenbüttel schwenkte auf die Habsburger Seite um und verhandelte in deren Auftrag mit Philipp von Hessen und Ulrich von Württemberg.

### Straßburg
1527/28 wurde in Straßburg die Abschaffung der Heiligen Messe diskutiert. Eine Gruppe in der Bürgerschaft hielt sie nämlich für Götzendienst. Der Rat war in Anbetracht der politischen Konsequenzen zurückhaltend, gab aber allmählich nach. Er holte Gutachten zur Bewertung der Messe ein. Der Straßburger Bischof Wilhelm von Hohnstein appellierte dagegen im Dezember 1528 an Papst, Kaiser und Reichsregiment. Die Regimentsgesandten warnten den Stadtrat, dass die Abschaffung der Messe nicht mit der Verantwortungsklausel im Speyerer Reichstagsabschied 1526 begründbar sei. Am 20. Februar 1529 entschied sich der Rat dennoch für diesen Schritt und informierte das Reichsregiment; daraufhin verlor Straßburg seinen Sitz in diesem Gremium.
Auf dem Schwabacher Tag (16. bis 19. Oktober 1529) legten Kursachsen und Brandenburg-Ansbach den Delegierten der Städte Ulm und Straßburg eine Reihe von Lehrartikeln (Schwabacher Artikel) vor, die sie unterschreiben mussten, wenn ihre Städte einem projektierten protestantischen Bündnis beitreten wollten. Der Abendmahlsartikel war für sie unannehmbar. Ulm und Straßburg ließen ihre Unterschrift bis zum Schmalkaldener Tag (28. November bis 4. Dezember 1529) in der Schwebe. Dort lehnten sie den Text ab; ohne die beiden anderen Städte wollte aber Nürnberg nicht unterschreiben, und Brandenburg-Ansbach zog seine Beteiligung an einem Bündnis ohne Nürnberg zurück. Damit stand Kursachsen ohne Verbündete da. Das war zwar nicht geplant gewesen, aus sächsischer Sicht aber auch kein großer Verlust. Der Nutzen der Reichsstädte als Verbündete wurde gegen die Möglichkeit einer Verständigung zwischen Kursachsen und dem Kaiser abgewogen, und diese Verständigung war ohne die Städte leichter.
Für Jakob Sturm, den Leiter der Straßburger Delegation, war das Verhalten des sächsischen Kurfürsten auf dem Schmalkaldener Tag desillusionierend. Der Straßburger Rat stimmte kurz darauf einem Bündnis (Burgrecht) mit Zürich, Basel und Bern zu. Diese Städte der Deutschschweiz konnten Straßburg militärisch absichern, halfen der Stadt aber nicht aus ihrer politischen Isolation. Denn sie blieben den Reichstagen fern und erkannten das Reichskammergericht nicht an; ihre Stimme fehlte in den damaligen Foren der Reichspolitik.

## Schauplatz Augsburg
Augsburg war eine der größten Städte des Reichs und mehrfach Ort von Reichstagen. Hier waren wichtige Finanziers des Kaisers ansässig, die Fugger und Welser. Der Augsburger Rat schwankte zwischen Kaiser- und Reichstreue einerseits und Reformationsbestrebungen in der eigenen Bevölkerung andererseits. Deshalb hatte er die Protestation zu Speyer nicht unterzeichnet. Augsburg galt damit als eine altgläubige Stadt. Allerdings waren sowohl Zwinglianer als auch Lutheraner in der Stadt aktiv, und Augsburg war ein Zentrum der Täuferbewegung. Der Rat befürchtete das Übergreifen des Religionskonflikts von den Reichstagsdelegationen auf die Einwohner und heuerte Söldner an, um Ruhe und Ordnung sicherzustellen. Karl V. akzeptierte aber nur kaiserliches Militär in der Reichstagsstadt. Als Beweis seiner Loyalität entließ der Augsburger Rat die eigenen Söldner und hatte nun die kaiserlichen Söldner zu bezahlen und unterzubringen. Die Quartiernahme der kaiserlichen Fouriere und die mehrmonatige Präsenz des Militärs wurden von den Augsburgern negativ wahrgenommen. Die Atmosphäre war angespannt.
Im Augsburger Rathaus fanden die Sitzungen des Reichstags statt. Am Tor des Bischofshofs wurde das kaiserliche Wappen angebracht, damit verwandelte sich das vornehmste Wohngebäude der Stadt für die Dauer des Reichstags in eine kaiserliche Residenz. In der Stadt verteilt lagen die Herbergen der Fürsten und ihres Gefolges, üblicherweise waren das die Häuser von Ratsherren bei weltlichen und die Häuser von Domherren bei geistlichen Fürsten. Das jeweilige fürstliche Wappen über der Tür schuf während des Reichstags einen eigenen Rechtsraum.

## Einzug des Kaisers (15. Juni 1530)
Der Kaiser hatte gewünscht, mit seinem Bruder Ferdinand zu seiner Rechten und dem päpstlichen Legaten Lorenzo Campeggi zu seiner Linken unter dem imperialen, mit dem Reichsadler geschmückten Baldachin als Dreiergruppe in Augsburg einzuziehen. Das war eine dynastiepolitische Ansage und eine Bekräftigung seiner Papstnähe. Die Kurfürsten waren verärgert darüber, dass sie bei der Kaiserkrönung in Bologna nicht zeremoniell beteiligt worden waren. Sie forderten, dass der Einzug in Augsburg ihre Nähe zum Kaiser angemessen darstellen müsse. Der Kompromiss bestand darin, dass der Kaiser allein unter dem Baldachin reiten sollte, Ferdinand und der päpstliche Legat dahinter und die Kurfürsten von Mainz und Köln davor.
Am späten Nachmittag oder frühen Abend des 15. Juni empfing Albrecht von Mainz als Erzkanzler und Primas des Reichs den Kaiser an der Lechbrücke im Beisein der Kurfürsten und Fürsten. Dazu saß Karl V. vom Pferd ab und reichte den Kurfürsten die Hand. Nachdem er Albrechts Glückwünsche zu seiner Kaiserkrönung entgegengenommen hatte, stieg er wieder aufs Pferd; mehrere Fürsten, darunter auch Protestanten, wetteiferten darum, ihm den Steigbügeldienst zu leisten. Der päpstliche Legat Campeggi segnete die Anwesenden. Alle knieten nieder, aber nicht Johann von Sachsen. Dass sich der Kaiser mit dem Legaten beim Einzug eng zusammenschloss, war für die Protestanten schwierig, denn sie versuchten, zwischen Anerkennung der kaiserlichen und Ablehnung der päpstlichen Autorität zu unterscheiden.

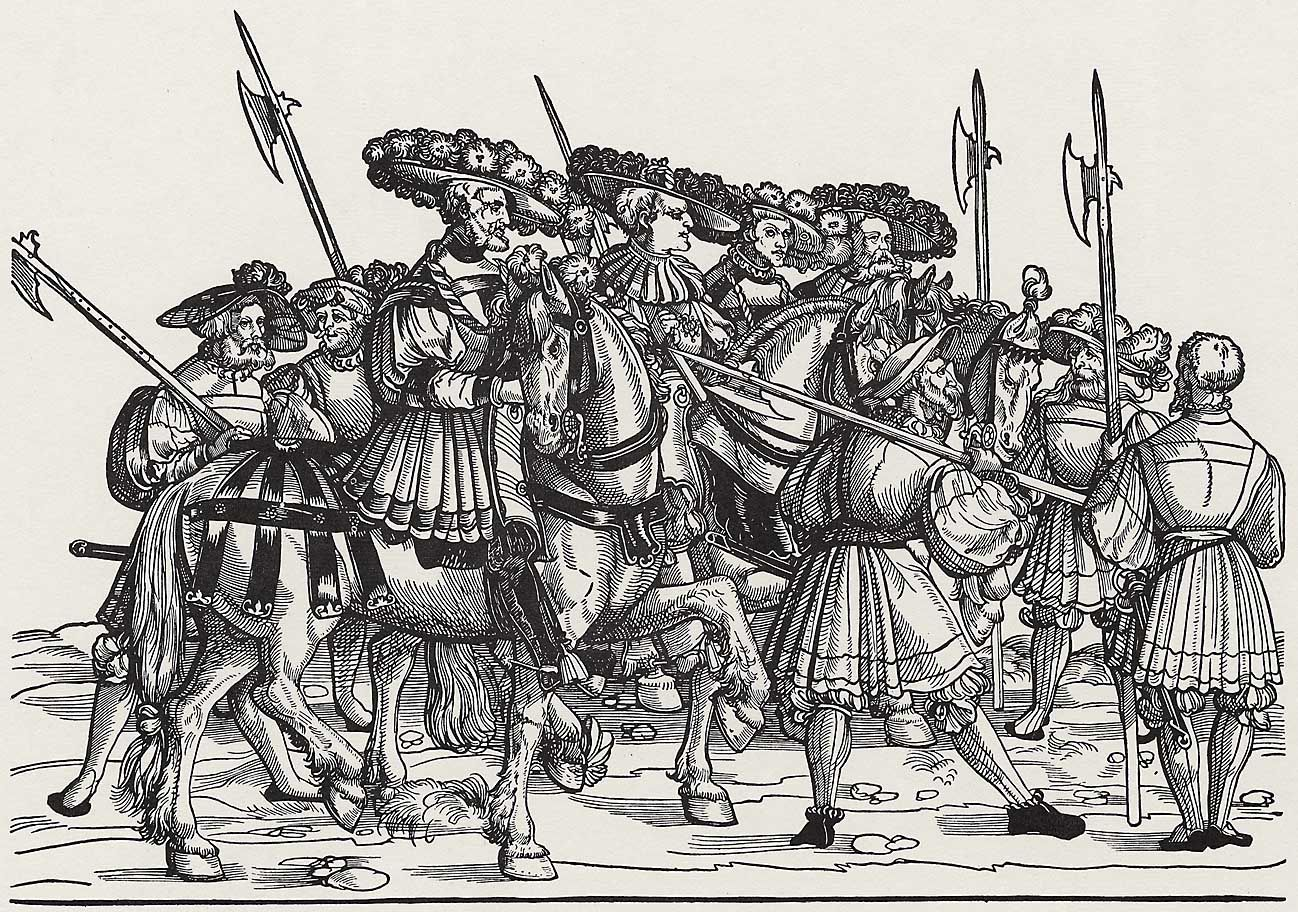
Vier Reichsfürsten zu Pferde (Jörg Breu der Ältere 1530, Herzog Anton Ulrich Museum)

Die Stadt Augsburg öffnete sich dem Kaiser nun als „gestaffelter Raum unterschiedlicher Rechtsbezirke.“ An der Stadtgrenze huldigte eine Abordnung des Stadtrats unter Leitung Konrad Peutingers dem Kaiser. Die Augsburger hatten einen Baldachin in den Farben ihrer Stadt vorbereitet; Salutschüsse wurden abgefeuert. Am Beginn des Festzuges ritten rund 1000 kaiserliche Söldner in die Stadt ein, es folgte der Zug der Fürsten. Dann zogen rund 500 bayerische Reiter ein, anschließend die Höflinge in Festgewändern und zu Pferde. Kurfürst Johann von Sachsen trug als Reichsmarschall dem Kaiser das blanke Reichsschwert voran; neben ihm ritt Kurfürst Joachim von Brandenburg. Dahinter folgten die Erzbischöfe Albrecht von Mainz und Hermann von Köln. Dann ritt Karl V., gekleidet in eine vergoldete spanische Rüstung, auf einem Schimmel mit goldenem Zaumzeug unter dem Baldachin, den die Augsburger Ratsherren trugen. Zu beiden Seiten liefen seine Trabanten in gelben Leibröcken. Hinter dem Baldachin ritten Ferdinand und der päpstliche Legat Campeggi. Dann folgten der Erzbischof von Salzburg und der Bischof von Trient, die Bischöfe und der hohe Klerus mit seinem Hofgesinde. Die Augsburger beschlossen den Zug. Aus der Stadt zog der Augsburger Klerus mit dem Allerheiligsten dem Kaiser entgegen. An der Leonhardskapelle empfing der Augsburger Bischof Christoph von Stadion mit dem Domkapitel den Kaiser, um ihn unter einem eigenen Baldachin aus weißem Damast Hymnen singend in den Dom zu geleiten. Dabei wurde symbolisch eine Parallele zum Einzug Jesu in Jerusalem hergestellt: Der Kaiser hielt einen grünen Zweig in den Händen, im Dom wurde die Osterantiphon Advenisti desiderabilis angestimmt, und der Kaiser betete dort barhäuptig kniend.
Das war kein „fröhlicher Herrschereinzug“ (joyeuse entrée) niederländischen Stils mit Tableaux vivants, Triumphbögen und Feuerwerk. In Augsburg vereinten sich Trompeter und Trommler, Geschütze, Musketen und die Glocken der Stadt zu einem ohrenbetäubenden Lärm, der dem Einzug des Kaisers einen militärischen Charakter gab. Heinz Schilling sieht im Augsburger Einzug eine Zurschaustellung kaiserlicher Macht, die der Kaiserkrönung in Bologna ebenbürtig gewesen sei. Gerade weil die Fürstengesellschaft des Reichs religiös tief gespalten war, sei hier großer Aufwand getrieben worden, um das Heilige Römische Reich unter Führung des Kaisers rituell darzustellen. Das sollte den Kaiser auch als die Instanz legitimieren, die über dem kirchlichen Streit stand und die Spaltung durch einen Schiedsspruch überwinden konnte.
Jörg Breu der Ältere schuf eine zehnteilige Holzschnittfolge zum Einzug Karls V. in Augsburg; damit wurde der kaiserliche Einzug erstmals Thema eines Bilderzyklus. Dargestellt ist das Eintreffen verschiedener Personengruppen an der Lechbrücke. Karl V. bildet mit seinem Bruder Ferdinand, dem Pfalzgrafen Friedrich und dem Legaten Campeggi eine Vierergruppe von Reitern. Eine weitere Reitergruppe bilden vier Reichsfürsten, unter denen Herzog Georg von Sachsen und sein Schwiegersohn Philipp von Hessen erkennbar sind. Ein Reiter (Reichsmarschall Georg von Pappenheim oder Kurfürst Johann von Sachsen als Erzmarschall) trägt das Reichsschwert. Andere Blätter zeigen Trompeter, Armbrustschützen, Lanzenreiter, das Schlachtross und die Lieblingspferde des Kaisers.

## Am Rande des Reichstags

### Fronleichnamsprozession und Predigtverbot
Am 16. Juni war Fronleichnam, und Karl V. forderte nach seiner Ankunft in Augsburg von den protestantischen Reichsständen, an der Prozession teilzunehmen. Diese sträubten sich dagegen. Es ging für sie um Gesichtswahrung, schließlich war die Prozession mit der geweihten Hostie von ihnen vielerorts abgeschafft worden. Außerdem verbot der Kaiser evangelische Predigten in Augsburg. Philipp von Hessen, Johann von Sachsen und Georg von Brandenburg-Ansbach versuchten, in einer Audienz bei Karl V. ein Abgehen von diesen Forderungen zu erreichen. Am nächsten Morgen gestand der Kaiser schließlich zu, dass die Protestanten der Fronleichnamsprozession fernbleiben durften. Einige Tage später schlichtete ein Fürstenausschuss den Streit um das Predigtverbot.
Barbara Stollberg-Rilinger betont, dass der Kaiser seinen Einzug nicht zufällig auf den Tag vor Fronleichnam terminiert hatte. Mit der Corpus-Christi-Prozession und dem Verbot evangelischer Predigten brachte er den öffentlichen Raum unter seine Kontrolle – eine auf Marginalisierung der Neugläubigen zielende „Symbolregie“, die das verbale Vermittlungsangebot des Ausschreibens entwertet habe. Die Mehrheit der Reichsstände nahm an der Prozession teil, aber trotz Aufforderung keine Augsburger Zunft. Albrecht von Mainz trug die Monstranz unter dem Baldachin, unter dem der Kaiser am Vortag eingezogen war. Karl V. ging dahinter, barhäuptig mit brennender Kerze in der Hand, ein demütiger Büßer.

### Protestantische Bekenntnisschriften

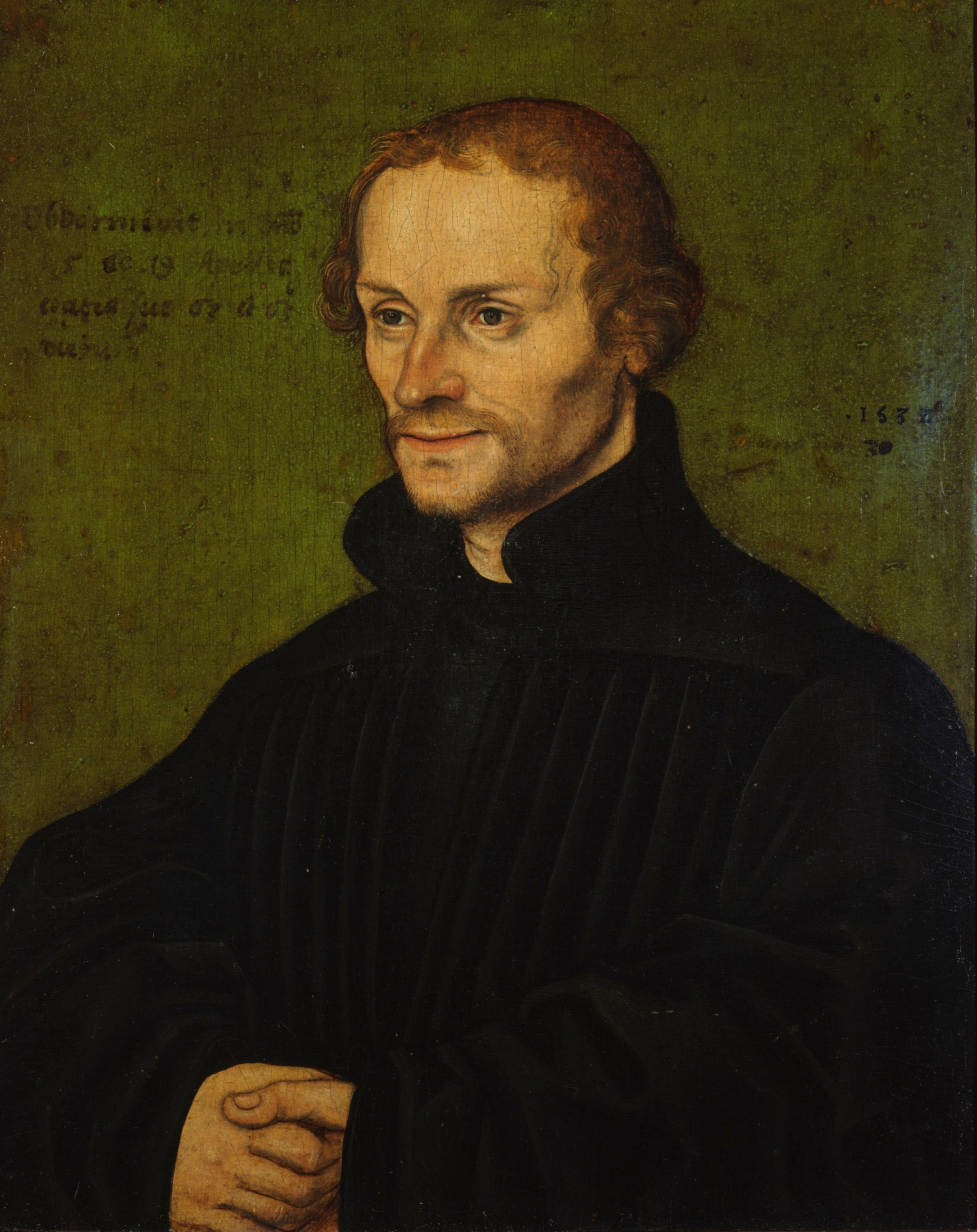
Philipp Melanchthon (Lucas Cranach der Ältere, Werkstatt, 1532, Gemäldegalerie Alte Meister, Dresden)

Der Druck, den der Kaiser seit seiner Ankunft in Augsburg ausübte, ließ die protestantischen Stände zusammenrücken. Kurfürst Johann von Sachsen gestattete, dass andere ihre Unterschrift unter die von Melanchthon vorbereitete Bekenntnisschrift (Confessio Augustana) setzten, zunächst Georg von Brandenburg-Ansbach und am 18. Juni die „beharrlich Anschluß suchenden“ Abgesandten der Stadt Nürnberg. Die Unterschrift Philipps von Hessen hatte das größte Gewicht. Philipps Einfluss auf die letztlich überreichte Textform wird in dem vom sächsischen Kanzler Gregor Brück verfassten Vorwort erkennbar, das den Unterzeichnern alle Optionen offenhält. Außerdem war es offensichtlich Philipp, der in der lateinischen Fassung des Abendmahlsartikels für eine entschärfte Formulierung sorgte: Die Unterzeichner lehnten alle ab (improbant), die in der Frage der Realpräsenz nicht so wie sie dachten. Das brach die Brücken nach Zürich und Straßburg nicht gänzlich ab, an denen Philipp aus politischen Gründen gelegen war.
Jakob Sturm war als Straßburger Städtebote bereit, die Augustana nachträglich zu unterschreiben, aber er wurde von der Gruppe um Kursachsen nicht zur Unterzeichnung zugelassen. Martin Bucer und Wolfgang Capito verfassten die Confessio Tetrapolitana als Straßburger Bekenntnisschrift. Mitunterzeichner waren schließlich die Städteboten von Memmingen, Lindau und Konstanz. Das „Bekenntnis der vier Städte“ wurde am 9. Juli dem kaiserlichen Vizekanzler Balthasar Merklin übergeben. Es wurde auf dem Reichstag nicht verhandelt, ebenso wenig wie das von Zwingli eingesandte Privatbekenntnis (Fidei ratio). Den Reichsstädten wurde ihr minderer Status auch dadurch demonstriert, dass die Straßburger Städteboten lange im Unklaren gelassen wurden, ob und wie sie einen eigenen Bekenntnistext einbringen durften.

### Josel von Rosheim, Fürsprecher der Juden im Reich
Vor dem Hintergrund der osmanischen Bedrohung gingen Ende der 1520er Jahre Gerüchte um, dass jüdische Reisende türkische Spione seien. Erzherzog Ferdinand schränkte deshalb in seinen Erbländern die Reisefreiheit von Juden stark ein, in Württemberg hob er sie sogar ganz auf. Die jüdischen Gemeinden des Reichs beauftragten Josel von Rosheim, als ihr Fürsprecher (Schtadlan) beim Kaiser zu intervenieren. Als Karl V. in Innsbruck eingetroffen war, empfing er Josel am 18. Mai zu einer Audienz. Josel legte ihm eine (nicht erhaltene) Schrift vor, die den Spionagevorwurf entkräftete. Er erwirkte beim Kaiser, dass er die anlässlich seiner Krönung zu Aachen gewährten Privilegien der Juden wieder in Geltung setzte. Ferdinand erließ am 24. Mai eine „Erläuterung“ seiner Bestimmung gegen jüdische Reisende, die sie auf fremde Juden ohne Ausweisdokumente einschränkte.

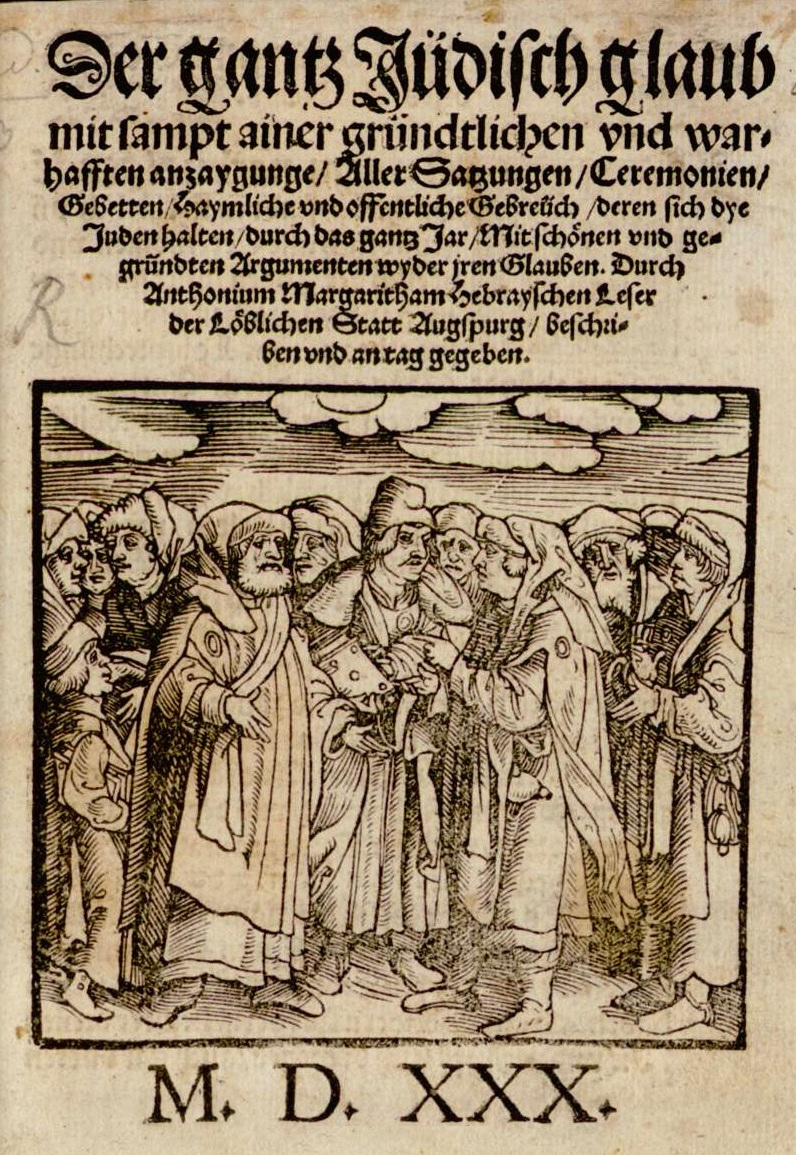
Antonius Margaritha: Der gantz Jüdisch Glaub (1530)

Am 7. April 1530 erschien in Augsburg die antijüdische Schrift Der gantz Jüdisch Glaub des Konvertiten Antonius Margaritha im Druck. Es handelt sich dabei um „Enthüllungsliteratur“ eines Autors, der Insiderkenntnisse zu haben beanspruchte. Er behauptete, es gebe im jüdischen Kultus eine grundsätzliche Feindseligkeit gegen das Christentum. Josel von Rosheim schrieb in seinem autobiografischen Werk Sefer haMiknah, der Kaiser habe ihm nach seiner Ankunft in Augsburg voller Zorn befohlen, zu Margarithas Behauptungen in einer öffentlichen Disputation am Rande des Reichstags Stellung zu beziehen. Diese Disputation fand am 25. Juli vor dem Kaiser, seinem Bruder und den Reichsständen statt. Kaiserliche Kommissare und Räte setzten den Rahmen und bestimmten, dass es um drei Hauptanklagen Margarithas gehen sollte:
1. Im jüdischen Gottesdienst würden die Christen verflucht;
2. Das Gebet Alenu, welches von Juden täglich rezitiert wird, verspotte Jesus;
3. Christen würden zum Übertritt ins Judentum verführt.

Protokolle dieser Disputation sind nicht erhalten. Margaritha wurde danach verhaftet und aus Augsburg ausgewiesen; ob das eine direkte Folge seiner Niederlage in der Disputation war (wie Josel von Rosheim im Sefer haMiknah schrieb), ist unsicher. Margaritha selbst stellte sich als Opfer einer Intrige dar.
In keinem direkten Zusammenhang mit der Disputation steht das Privileg, welches Karl V. am 12. August zugunsten seiner jüdischen Untertanen erließ. Damit unterstellte er sie seinem besonderen Schutz (Kammerknechtschaft). Wenige Tage zuvor hatte eine Gruppe von 23 Städten dem Kaiser eine Supplikation übergeben. Sie klagten über die hohen Zinsforderungen jüdischer Geldverleiher. Schon mehrfach hatten städtische Supplikationen gewünscht, ihre jüdische Bevölkerung vertreiben zu können oder ihre Geldgeschäfte zu verbieten. Der kaiserliche Hofmeister Matthias Heldt informierte Josel von Rosheim über die eingehenden Klagen. Josel forderte die jüdischen Gemeinden auf, Repräsentanten zu ihm nach Augsburg zu schicken, um gemeinsame Gegenmaßnahmen zu beschließen. Das Ergebnis war ein zeittypisches Rechtsdokument, in dem sich die jüdische Bevölkerung der christlichen Öffentlichkeit als hierarchisch gegliederte Organisation vorstellte, mit Josel von Rosheim als ihrem „Regierer.“ Das Dokument mit dem Titel Artikel und Ordnung enthielt Vorschläge, wie Konflikte zwischen jüdischen Geldverleihern und christlichen Schuldnern entschärft werden könnten. Die Sozialkontrolle innerhalb der jüdischen Gemeinden wurde verstärkt. Parnasim bekamen stärkere Kontrollfunktionen. Wenn nötig, konnten sie unethisch handelnde Geldverleiher durch Ausschluss aus der Gemeinde bestrafen. Am 17. November waren die Artikel und Ordnung fertiggestellt: zu spät, um auf den Text der Reichspolizeiordnung (siehe unten) noch Einfluss zu nehmen, der am 19. November verabschiedet wurde. Josel übergab das Dokument dem Augsburger Bischof Christoph von Stadion, der es positiv aufnahm. Auch andere positive Reaktionen christlicher Obrigkeiten im Anschluss an den Reichstag sind bekannt, unter anderem vom Kaiser selbst. Doch die judenfeindlichen Regelungen der Reichspolizeiordnung konnten nicht mehr verhindert werden.

### Lorenzo Campeggi, Legat des Papstes
Die Rolle des päpstlichen Legaten Lorenzo Campeggi in Augsburg ist in der älteren Forschung gegensätzlich bewertet worden. Peter Rassow sah 1932 in Campeggi einen Humanisten in der Tradition des Erasmus von Rotterdam, dem an Frieden gelegen gewesen sei. Hubert Jedin meinte dagegen 1951, Campeggi sei ein prinzipieller Gegner der Religionsgespräche auf dem Reichstag gewesen.
Eine schriftliche Instruktion Campeggis ist unbekannt und lag möglicherweise gar nicht vor. Anfang Mai 1530 verfasste Campeggi in Innsbruck ein Memorandum für den Kaiser, in dem er folgende Optionen aufzeigte: Es sei den Versuch wert, die Fürsten durch Zugeständnisse und die Städte durch Einschüchterung zur alten Kirche zurückzuführen. Gelinge das nicht, bliebe nur die gewaltsame Rekatholisierung. Vielleicht sah Campeggi allerdings Konzessionen bei Laienkelch und Priesterehe als Möglichkeit, die Reformation einzuhegen und die Gefahr eines Konzils damit abzuwenden. In seiner Depesche am 26. Juni bat er den Papst um weitere Anweisungen.
Anfang Juli stellte der kaiserliche Sekretär Alfonso de Valdés für Melanchthon einen Kontakt zu Campeggi her. Melanchthon schrieb ihm, dass seine Partei um des Friedens willen zu erheblichen Zugeständnissen bereit sei. Man bitte lediglich darum, jene Reformen, die auch bei bestem Willen nicht mehr rückgängig gemacht werden könnten, zu gestatten oder wenigstens zu tolerieren. Kardinal Campeggi empfing Melanchthon am 5. Juli und forderte ihn auf, die Punkte niederzuschreiben, in denen man die Erlaubnis Roms wünsche. Melanchthon nannte wieder Laienkelch und Priesterehe, außerdem eine Heiratserlaubnis für Ordensleute. Er versicherte, die Heilige Messe werde von seiner Partei ganz traditionell gefeiert, nur die Zahl der Messen sei reduziert. Campeggi leitete Melanchthons Brief nach Rom weiter. Auf dem Reichstag kursierten Kopien. Campeggi traf am 8. Juli mit Melanchthon im Kloster Heilig Kreuz zusammen. Er signalisierte Verhandlungsspielraum bei Laienkelch und Priesterehe, aber eine Dispens für Ordensleute sei unmöglich. Ohne die Zustimmung der altgläubigen Fürsten wolle er nichts unternehmen.
In Rom wurde unterdessen die Zulassung des Laienkelchs diskutiert, aber Clemens VII. konnte sich nicht dazu entschließen. Die ablehnende Antwort der Kurie ist auf den 13. Juli datiert. Am 16. Juli erfuhr man in Rom, dass nun der Kaiser ein Konzil zur Beilegung des Religionskonflikts anstrebte und auch meinte, am Jahresanfang in Bologna mit dem Papst eine entsprechende Übereinkunft erzielt zu haben. Um das Konzil zu verhindern, war die Kurie nun wieder zu Konzessionen bereit. Unterdessen hatte Campeggi aber durch die Gespräche mit Melanchthon den Eindruck gewonnen, dass hinter den gewünschten Konzessionen auch dogmatische Positionen der Protestanten standen, die er nicht billigen könne. Er brach den Kontakt mit Melanchthon ab.

### Absprachen für die Wahl Ferdinands zum König

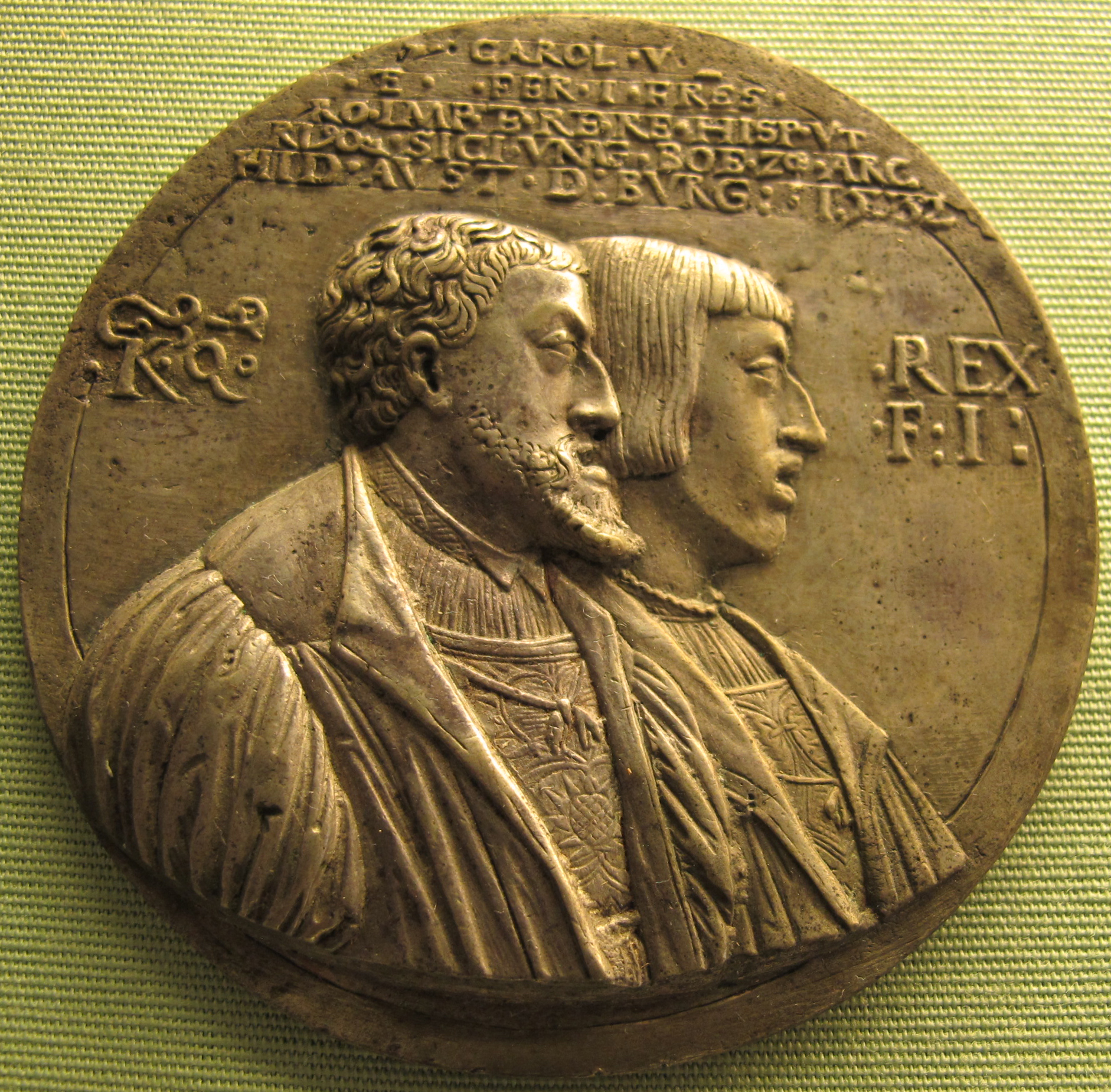
Medaille mit Doppelporträt Karls V. und seines Bruders Ferdinand (Peter Flötner 1532, Staatliche Münzsammlung München)

Karl V. erhielt am Rande des Reichstags die Zusage von den fünf altgläubigen Kurfürsten, seinen Bruder Ferdinand zum „König der Römer zu Lebzeiten des Kaisers“ (rex Romanorum vivente imperatore) zu wählen. Für Karl V. hatten diese Wahlverhandlungen sehr große Bedeutung. Denn damit wurde ein der Erbfolge ähnliches Verfahren implementiert, um der Habsburgerdynastie die kaiserliche Thronfolge zu sichern. Während des Reichstags führten Karl V. und Ferdinand mit den altgläubigen Kurfürsten separate Geheimverhandlungen, deren Fortschritte für den Gegenkandidaten Wilhelm IV. von Bayern schwer einschätzbar waren. Als der bayerischen Delegation Mitte September klar wurde, dass auch die Stimmen von Kurmainz und Kurpfalz an Ferdinand gingen, kam es im Oktober zu einer Annäherung an Kursachsen mit der Absicht, wenigstens die Wahl Ferdinands als König zu Lebzeiten des Kaisers zu verhindern. Natürlich wäre auch Wilhelm IV. im Fall seiner Wahl römischer König vivente imperatore gewesen. Aber die Goldene Bulle sah vor, dass die Königswahl stattfand, wenn der Kaiserthron vakant war (vacante imperio); daraus leiteten die sächsischen Hofjuristen ab, dass eine Königswahl zu Lebzeiten des Kaisers unzulässig sei.
Karl V. und Ferdinand hatten im September 1530 bereits über eine Million Gulden Schulden bei dem Augsburger Handelshaus von Anton Fugger. Für die Königswahl Ferdinands stellte Fugger ein weiteres Darlehen von 275.333 Gulden zur Verfügung, außerdem eine Leibrente für Albrecht von Mainz (7000 Gulden).

## Belehnungen

### Verweigerte Belehnung Johanns von Sachsen
Auch wenn der Anspruch der Fürsten auf ihre Territorien de facto längst erblich war, wurden ihre Lehen vom Kaiser nach dessen Herrschaftsantritt bestätigt und dadurch mit einem „rituellen Legitimitätssiegel“ versehen. Am 2. Juli bat der sächsische Kurfürst in einer Audienz den Kaiser um seine Belehnung. Dieser machte die Rückkehr zum alten Glauben dafür zur Bedingung, andernfalls könne er ihm aus Gewissensgründen keine Regalien verleihen. Für Johann von Sachsen war dies ein schwerer Affront, umso mehr, als er bei anstehenden Belehnungen in Augsburg 1530 selbst mitzuwirken hatte. Es gefährdete die Akzeptanz seiner Herrschaft durch die Untertanen und machte andere Legitimierungsstrategien der Ernestiner erforderlich.

### Deutschordensmeister Walther von Cronberg (26. Juli 1530)
Albrecht von Brandenburg, der Hochmeister des Deutschen Ordens, war einer der frühen Parteigänger Luthers. Er hatte den Ordensstaat 1525 in das weltliche Herzogtum Preußen umgewandelt, welches vom polnischen König lehensabhängig war. Papst und Kaiser akzeptierten diese Säkularisation nicht.
Auf dem Augsburger Reichstag belehnte Karl V. am 26. Juli 1530 den Deutschmeister Walther von Cronberg mit den Regalien des preußischen Hochmeistertums. Für diesen Festakt wurde auf dem Augsburger Weinmarkt eine Bühne aufgeschlagen. Der Kaiser erschien in hochliturgischem Ornat und ließ sich von den prominentesten protestantischen Fürsten den rituellen Dienst leisten, den Saum seines Gewandes zu tragen. Sie wurden dadurch Teil einer Zeremonie, die sich gegen die Reformation in Preußen richtete. Karl V. verband in innovativer Weise die geistliche Belehnung mit dem Zepter und die weltliche Belehnung mit der Fahne zu einem einzigen Festakt. So sollte der geistlich-weltliche Doppelcharakter des Deutschordensstaats augenfällig werden. Indes hatte von Cronberg keine Chance, seinen Anspruch in Preußen durchzusetzen, und der Kaiser unternahm auch nichts, um ihn dabei zu unterstützen. „Was der Kaiser […] bewirkte, war nicht die tatsächliche Rückgewinnung des Ordenslandes, sondern vielmehr eine symbolische Botschaft an die Protestanten, die selbst prominent an dieser Botschaft mitzuwirken hatten.“
Walther von Cronberg führte seitdem den Titel Administrator des Hochmeistertums in Preußen und Deutschmeister. Der Reichstag nahm in Überschreitung seiner Kompetenzen außerdem die Hochstifte Riga, Dorpat, Ösel-Wiek, Kurland und Reval formell in den Reichsverband auf. Diese Maßnahmen blieben realpolitisch „weitgehend folgenlos“.

### Herzöge Georg I. und Barnim IX. von Pommern (26. Juli 1530)

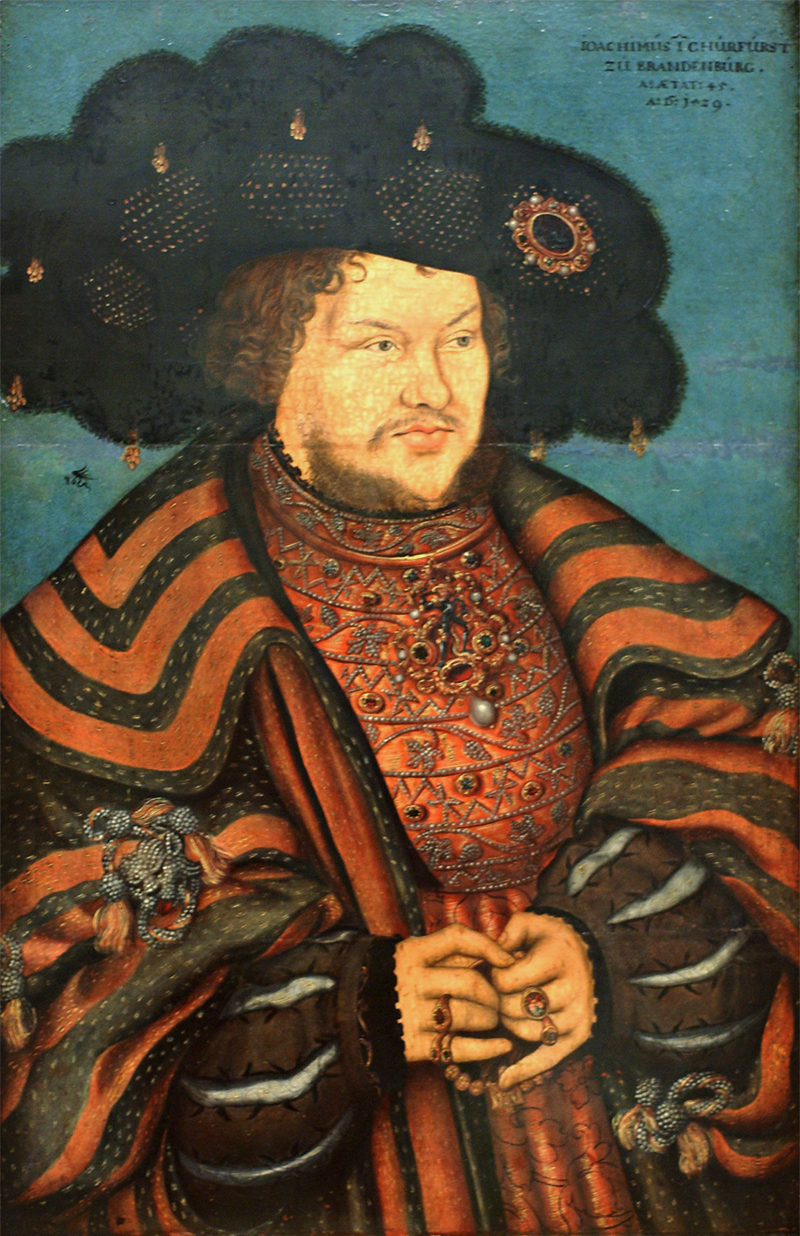
Joachim von Brandenburg (Lukas Cranach der Ältere 1529, Staatsgalerie Aschaffenburg)

Der seit dem 15. Jahrhundert bestehende Konflikt zwischen den Kurfürsten von Brandenburg und den Herzögen von Pommern, ob letztere Vasallen Brandenburgs und damit Landsassen oder aber Vasallen des Kaisers und damit Reichsfürsten seien, wurde 1529 vertraglich so geregelt, dass der Kurfürst die Reichsunmittelbarkeit Pommerns akzeptierte und dafür eine Erbanwartschaft auf Pommern erhielt. Der Reichstag von Augsburg stellte diese neue Regelung rituell dar: Nachdem Kaiser und Kurfürsten auf der Bühne des Augsburger Weinmarktes Platz genommen hatte, trat Kurfürst Joachim von Brandenburg vor und protestierte feierlich gegen die Belehnung der Brüder Georg und Barnim von Pommern. Er bot an, bei der Belehnung der beiden selbst die Fahnen mit anzufassen und auf diese Weise mit belehnt zu werden. So geschah es: Der Kurfürst von Brandenburg und die Herzöge von Pommern wurden mit denselben Territorien belehnt, beiden Seiten wurde von den pommerschen Landständen gleicherweise gehuldigt, und beide Seiten trugen die gleichen Titel und Wappen, wobei der brandenburgische Kurfürst aber de facto in Pommern seine Herrschaft nicht ausübte. Dieses auf folgenden Reichstagen wiederholte Belehnungsritual ließ den Konflikt „in ritualisierter Form in der Schwebe.“

### Erzherzog Ferdinand von Österreich (5. September 1530)
Mit dem Privilegium Maius lagen die Möglichkeiten bereit, die österreichische Erzherzogswürde gegenüber den Kurfürstentümern aufzuwerten. Aber erst 1530 wurde dieses Potential ausgeschöpft. Ungewöhnlicherweise begab sich der kaiserliche Lehnsherr zum Vasallen und nicht umgekehrt: Die Belehnung fand nahe dem bei Augsburg gelegenen österreichischen Schloss Wellenburg (Markgrafschaft Burgau) auf freiem Felde statt, wo eine Bühne aufgeschlagen worden war. Die höfische Gesellschaft erlebte ein Spektakel: Eine international gemischte Reitertruppe zeigte das einem Turnier ähnliche Berennen mit den Fahnen. Die eigentliche Belehnung Ferdinands durch seinen Bruder war als Begegnung von Gleichgestellten inszeniert; die rechtlich problematische Übertragung des Herzogtums Württemberg an Österreich wurde dabei bekräftigt.

## Beratungen

### Eröffnung (20. Juni 1530)
Jeder Reichstag begann seit dem 15. Jahrhundert traditionell mit der Messe zum Heiligen Geist, wodurch die Reichsstände als Sakralgemeinschaft zusammentraten. Kaiser Karl V. wünschte ausdrücklich, dass alle Fürsten am 20. Juni am feierlichen Hochamt im Augsburger Dom teilnähmen. Philipp von Hessen und Ernst von Braunschweig-Lüneburg zeigten provokant, was sie davon hielten: Sie zogen mit den anderen Fürsten in den Augsburger Dom ein, gingen dann aber draußen spazieren. Am Ende der Messe kamen sie zurück, um mit dem Kaiser aus der Kirche auszuziehen und an der Prozession zum Rathaus teilzunehmen.
Im Rathaus fand die erste Plenarsitzung statt. Pfalzgraf Friedrich II., der dem Kaiser als sein deutscher Sprecher diente, verlas die Proposition. Das war eine Aufstellung der einzelnen Verhandlungsgegenstände. Ihr Inhalt war strikt vertraulich zu behandeln, wie die Öffentlichkeit überhaupt von den Beratungen bis auf die Mandate und den Reichstagsabschied wenig erfahren sollte. Das Beratungsgeheimnis sicherte den Teilnehmern einen Informationsvorsprung und bewirkte, dass der Reichstag nach außen als Einheit auftreten konnte. Die Proposition von 1530 nannte die Reichstürkenhilfe als ersten und wichtigsten Punkt, dann erst die Schlichtung des Religionskonflikts. Auf Wunsch des sächsischen Kurfürsten und seiner Unterstützer wurde der Religionskonflikt vor der Türkenhilfe behandelt.
Die nächste Sitzung dominierte der festliche Empfang des Legaten Campeggi als Repräsentanten des Papstes. Campeggi hielt eine lange lateinische Rede, in der er dazu aufrief, den traditionellen Zustand der Kirche wieder herzustellen. Darauf antwortete der kursächsische Kanzler und bat, die von den Protestanten vorbereitete Bekenntnisschrift (Confessio Augustana) verlesen zu dürfen. Der Kaiser lehnte ab, verlangte die Übergabe des Dokuments, Kursachsen beharrte aber auf der öffentlichen Verlesung und nahm das Dokument wieder mit. Dem Kaiser drohte die Kontrolle der Situation zu entgleiten. Er gewann sie zurück, indem er der Verlesung zustimmte, aber selbst den Rahmen dafür setzte: Im Bischofshof, wo er residierte.

### Arbeitsweise des Reichstags
Bei den Beratungen des Reichstags hatte Kardinal Albrecht von Mainz als Reichserzkanzler die Schlüsselposition – und nicht etwa der Kaiser oder eine von ihm benannte Vertrauensperson. Die Mainzer Kanzlei fertigte alle benötigten Dokumente aus, darunter Kopien der Proposition und des Reichsabschieds. Der Reichserzkanzler beraumte Sitzungen an und legte ihre Tagesordnung fest. Er vertrat den Reichstag nach außen. Stellvertreter abwesender Reichsstände mussten sich durch den Reichserzkanzler legitimieren lassen.

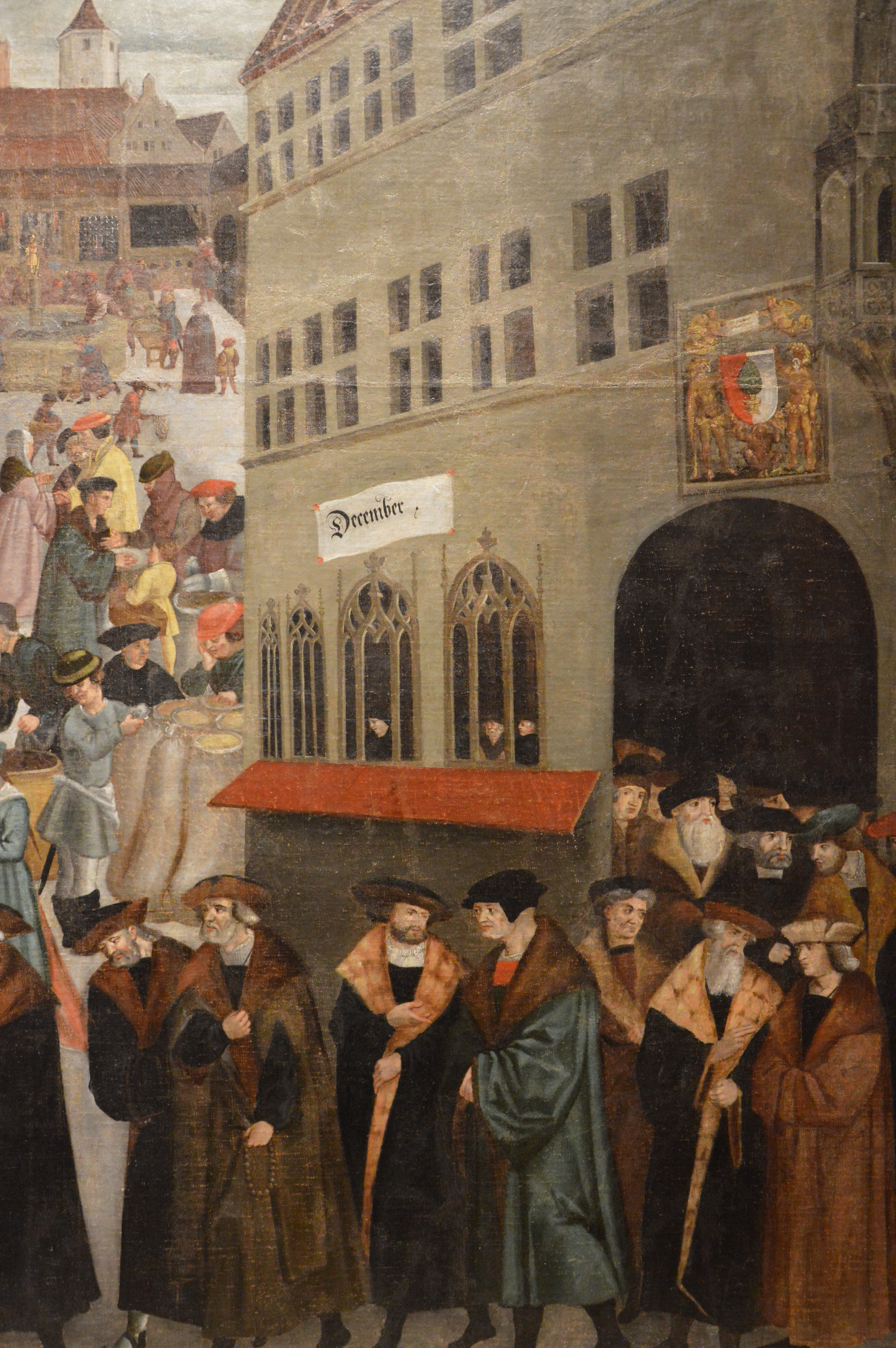
Auszug der Ratsherren aus dem alten Augsburger Rathaus; hier fanden die Sitzungen des Reichstags statt (Ausschnitt des Monatsbilds Winter, Jörg Breu der Ältere um 1531, Deutsches Historisches Museum)

Die Beratungen fanden auf verschiedenen Ebenen statt:
- Das Plenum der Reichsstände war der sogenannte Reichsrat.
- Es gab getrennte Versammlungen der drei Kurien der Kurfürsten, Fürsten und Städte. Der Kurfürstenrat als oberstes Gremium hatte 1530 sechs Mitglieder (drei geistliche: Kardinal Albrecht von Mainz, der Dompropst Johann III. von Metzenhausen als Stellvertreter des Trierer Erzbischofs, und Hermann V. von Wied, der Erzbischof von Köln; drei weltliche: Johann von Sachsen, Joachim I. von Brandenburg und der Stellvertreter des Kurfürsten von der Pfalz). Unter Leitung des Mainzer Erzbischofs gaben nacheinander Trier, Köln, die Pfalz, Sachsen, Brandenburg und (befragt vom sächsischen Kurfürsten) Mainz ihre Stimme ab. Das wurde so oft wiederholt, bis ein einhelliges Votum erreicht war, denn nach außen versuchte der Kurfürstenrat immer einträchtig in Erscheinung zu treten. Im Reichsfürstenrat, der zweiten Kurie, hatten die geistlichen Fürsten stets die führende Rolle. Auch hier wurde der Reihe nach abgestimmt. Der Mainzer Erzbischof war Vorsitzender des Kurfürstenrats und erhielt das Stimmergebnis des Reichsfürstenrats mitgeteilt. Diese beiden oberen Kurien konnten sich nicht gegenseitig überstimmen, so dass Albrecht von Mainz im Fall widersprechender Voten ein gemeinsames Gutachten („einhellig Bedenken“) durch die sogenannte Vergleichung herbeiführen musste. Dazu kamen die Mitglieder beider Kurien zu gemeinsamer Sitzung zusammen, und der Mainzer Erzbischof trug die Meinung der Kurfürsten vor, worauf der Direktor des Fürstenrats das Votum der zweiten Kurie vortrug. Dann ging man wieder in getrennte Sitzungen und wiederholte dies so oft wie nötig. Die dritte Kurie der Reichsstädte blieb weitgehend ausgeschlossen, da sie ohnehin nur beratende Stimme hatte und die beiden oberen Kurien sich einig waren, Entscheidungen untereinander auszumachen. Der Leiter des Städterats war 1530 der Bürgermeister von Straßburg, Jakob Sturm.[115]
- Karl V. und sein Bruder Ferdinand empfingen unterschiedliche Gruppen im Bischofshof zu Audienzen. Ihre Kommissare unterbreiteten den Ständen oder deren Repräsentanten neue Verhandlungspunkte; auf diese Weise gewann der Kaiser Einfluss auf die Beratungen.[116]
- Ausschüsse verschiedener Art wurden zu Beginn oder während des Reichstags gebildet. So gab es Ausschüsse, welche die Beschlussfassung im Fürsten- und Städterat vorbereiteten. Interessanter sind die Ausschüsse, zu denen zwei oder drei Kurien Mitglieder entsandten. Diese interkurialen Ausschüsse erledigten ein Großteil der Arbeiten des Reichstags, zum Beispiel Türkenhilfe, Kammergericht, Polizei- und Münzordnung, Entgegennahme und Bearbeitung der sehr zahlreichen Bitten und Beschwerden (Supplikationen), Vorbereitung des Reichsabschieds. In diesen Ausschüssen stimmten die Repräsentanten der Städte gleichberechtigt mit ab.[117] Einige Ausschüsse waren von Fachleuten dominiert, etwa Juristen oder Finanzexperten. Gerhard Oestreich weist darauf hin, dass die „territorialen Behördenspitzen“ der Reichsstände in diesen Gremien zusammenarbeiteten.[118] Die Kurien bestimmten selbst, wen sie in die Ausschüsse entsandten; der Kaiser konnte darauf keinen Einfluss nehmen.[119] Die volle Gleichheit der Stimmberechtigten und der Umstand, dass diese nicht weisungsgebunden waren, waren für ihre Zeit fortschrittliche Elemente.[120]

### Strafrechtvereinheitlichung
Vor Ankunft des Kaisers in Augsburg forderte das Reichsregiment die dort bereits wartenden Reichsstände auf, die Arbeit an einem reichsweiten Strafgesetzbuch, die bereits mehrere Reichstage beschäftigt hatte, weiterzuführen. Ein interkurialer Ausschuss befasste sich ab dem 3. Juni mit der neuen Halsgerichtsordnung. Er bestand aus 15 Personen. In den Ausschuss gewählt wurden die sechs Kurfürsten, die Bischöfe von Bamberg, Würzburg und Eichstätt, Herzog Georg von Sachsen, Markgraf Georg von Brandenburg-Ansbach, Landgraf Philipp von Hessen, die Reichsstädte Köln und Nürnberg und ein Reichsgraf. Sie alle ließen sich dort durch Juristen vertreten; namentlich bekannt sind Christoph Kreß aus Nürnberg und Arnold von Siegen aus Köln.
Die Arbeiten kamen zunächst zügig voran; so schrieben die Straßburger Abgesandten ihrem Stadtrat am 21. Juni, dass am Text intensiv geändert werde. Dabei ging es nicht nur um Details. Grundsatzfragen wie die Appellationsmöglichkeit im Strafverfahren oder die künftige Geltung des Partikularrechts waren noch zu klären. An der letzteren Frage scheiterte 1530 die Ratifizierung. Denn die Kurfürsten Johann von Sachsen und Joachim von Brandenburg, Herzog Georg von Sachsen sowie Erzbischof Albrecht von Mainz (für das Erzbistum Magdeburg und das Bistum Halberstadt) erhoben Einwände dagegen, dass die neuartige einheitliche Halsgerichtsordnung das in ihren Territorien übliche Sachsenrecht ersetzen sollte. Als auch Kurtrier und Kurpfalz sich für ihr traditionelles Recht aussprachen, war die Ablehnung im Kurfürstenrat eindeutig. Valentin von Tetleben notierte in seinem Protokoll, die Halsgerichtsordnung sei „unter der Bank steckengeblieben“, weil jeder Kurfürst oder Fürst ein König und Kaiser in seinem Land sein wolle. Erst der Regensburger Reichstag von 1532 ratifizierte die Constitutio Criminalis Carolina.

### Münzwesen und Monopole
Das Heilige Römische Reich hatte keine einheitliche Währung, sondern verschiedene Münzstände, die das Recht eigener Münzprägung besaßen. Das dafür hauptsächlich benötigte Silber war ein knappes Gut. Fürsten, auf deren Territorien sich Silberminen befanden, waren im Vorteil gegenüber jenen, die das Metall zur Münzprägung einkaufen mussten. Es gab hochwertige Prägungen und „schlechtes Geld“ mit geringem Silbergehalt. Wer über die Kaufkraft der verschiedenen Münzen gut informiert war, konnte sie so einsetzen, dass er damit Gewinn machte. Viele andere wurden dabei zu Verlierern – und das hatte soziale Sprengkraft.
Offiziell waren Monopole verboten, faktisch waren Erzabbau, Verhüttung und Handel mit Metall erheblich monopolisiert. Ein Beispiel hierfür ist das Engagement der Fugger im Schwazer Bergbau. Das Augsburger Handelshaus der Fugger, das Karl V. finanziell unterstützte, war von ihm am 18. März 1525 privilegiert worden. Aber nicht nur für die Fugger galt das Monopolverbot de facto nicht: Als der Fiskal die Welser, Gebrüder Rem und die Witwe Herwart (alle aus Augsburg) 1529 wegen Monopolvergehens vor das Reichskammergericht lud, befahl der Kaiser von Bologna aus die Einstellung des Verfahrens.

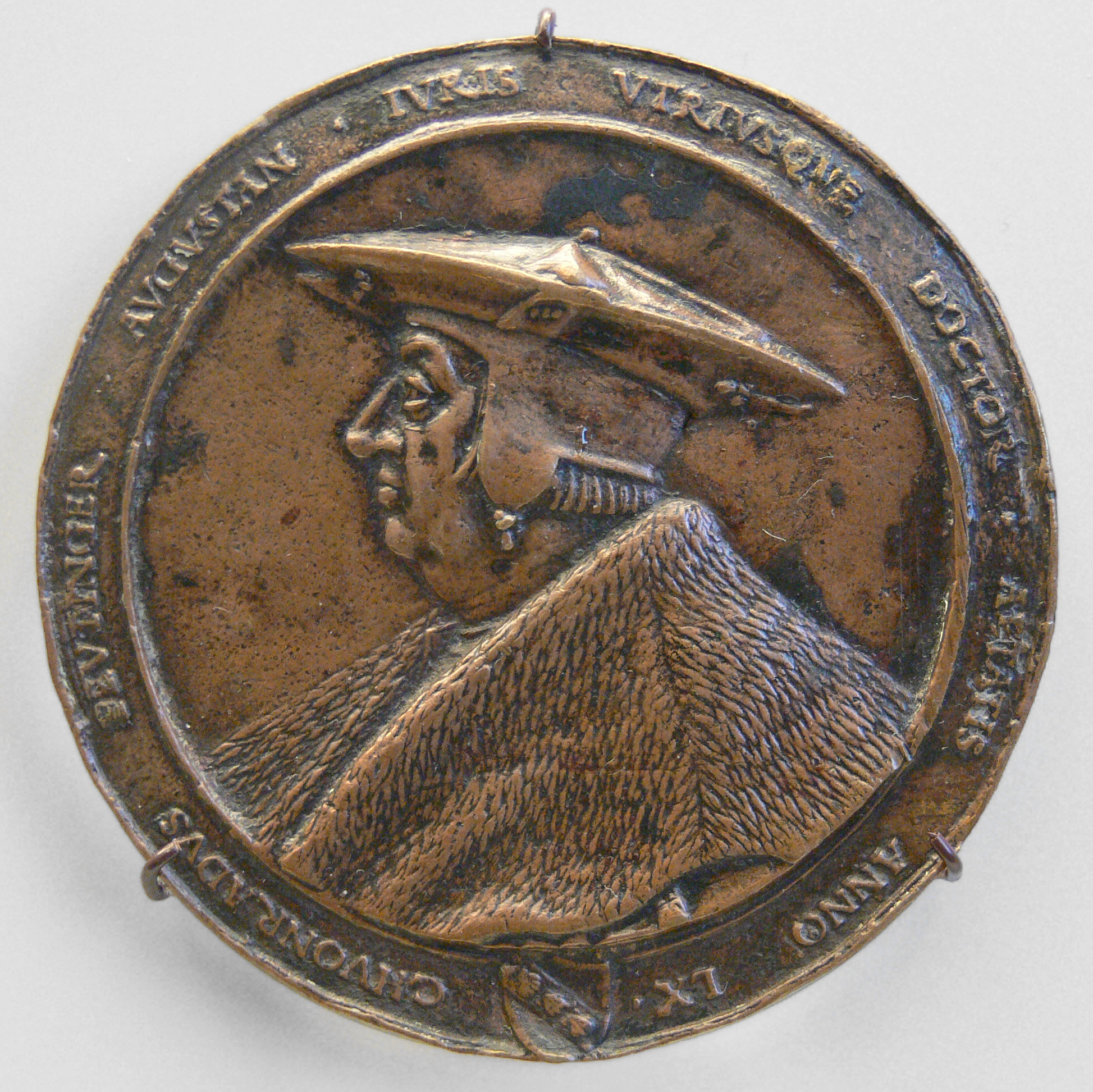
Medaille des Augsburgers Konrad Peutinger (Friedrich Hagenauer 1527, Bode-Museum)

Der Reichstagsausschuss für Münzwesen und Monopole befasste sich also mit Themen, bei denen der Kaiser kein Interesse an Änderungen hatte. Um das Münzwesen zu stabilisieren, schlug der Ausschuss einen Festpreis für Silber und Gold vor. Am 29. Juli nahm das Plenum den Vorschlag des Ausschusses an, verbunden mit einem empfohlenen Gold- und Silberpreis, und unterbreitete ihn dem Kaiser. Alle warteten, nichts geschah. Am 24. Oktober sagte der Kaiser zu, ein Ausschuss solle sich mit der Frage weiter befassen. Dieser hatte kurz vor Ende des Reichstags noch nicht mit der Arbeit begonnen. Joachim Whaley sieht allerdings einen positiven Ertrag der Ausschussarbeit, die ein Schritt auf dem Wege zu einer Reichsmünzordnung gewesen sei.
Der Monopolratschlag des Augsburger Reichstags empfahl Einschränkungen der Fernhandelsunternehmen (Geschäftskapital: maximal 50.000 Gulden; Faktoreien im Ausland: maximal drei). Der Staat sollte bei Fernhandelsgütern Höchstpreise festsetzen. Reichsangehörigen sollte der Mittelmeer- und Portugalhandel verboten werden. Bernd Mertens sieht die Qualität dieses Gutachtens kritisch. Hier seien verschiedene Vorlagen zusammengearbeitet worden – ein „eilig zusammengeflicktes Stückwerk ohne jede sachliche Neuerung oder Vertiefung.“
Die Fernhandelsstadt Augsburg war in der Monopolfrage wie schon bei früheren Reichstagen isoliert. Konrad Peutinger als prominenter Augsburger verfasste dazu eine Denkschrift. Er bestritt darin, dass die Monopole der großen Handelshäuser und die Kapitalanhäufungen gesellschaftlichen Schaden anrichteten. Der Augsburger Rat reichte am 17. September eine Supplikation beim Kaiser ein. Er bat darum, den Monopolratschlag zu kassieren und alles beim alten zu lassen.

### Reichspolizeiordnung
Eine reichsweite Polizeiordnung war bereits seit dem Reichstag von Worms 1521 in Arbeit. Sie befasste sich mit der „guten Ordnung“ des öffentlichen Lebens; dazu gehörten beispielsweise Kleidungsvorschriften, das Tragen von Waffen, der Betrieb von Gaststätten und Sanktionen gegen sozial unerwünschtes Verhalten. Am 8. Oktober legte der damit befasste Ausschuss seine Ergebnisse dem Reichsrat vor, und dieser reichte den Entwurf der Polizeiordnung am 14. Oktober an den Kaiser weiter. Dieser ließ das Regelwerk in den Reichsabschied aufnehmen, wodurch es Rechtskraft erlangte, mit einer Einschränkung: Die Reichspolizeiordnung wurde nur soweit umgesetzt, wie sie im Einklang mit den lokalen Gebräuchen stand.
Horst Rabe würdigt die überwiegend „maßvollen und lebensnahen“ Vorschriften dieser Polizeiordnung, mit Ausnahme der diskriminierenden Judengesetzgebung. Auch Josel von Rosheim konnte 1530 in Augsburg nicht verhindern, dass den Reichsständen freigestellt wurde, ob sie Juden überhaupt dulden wollten; die Geduldeten mussten durch einen „Judenring“ an der Kleidung erkennbar sein. Sie sollten sich fortan nur noch von Handarbeit ernähren; da Juden aus den Zünften ausgeschlossen waren und auch kein Land besitzen konnten, bedeutete das: Hilfsarbeit oder Illegalität. Damit schuf der Augsburger Reichstag 1530 die rechtliche Grundlage für die Diskriminierung von Juden in den folgenden Jahrzehnten.

### Religionskonflikt
Am späten Nachmittag des 25. Juni trug der kursächsische Kanzler Christian Beier die deutsche Endfassung der Confessio Augustana vor Kaiser Karl V., seinem Bruder König Ferdinand und den Kurfürsten, Fürsten und Ständen vor. Dies geschah in der Kapitelstube des Augsburger Bischofshofes und dauerte rund zwei Stunden. Der kaiserliche Sekretär Alexander Schweiß nahm das lateinische und das deutsche Dokument entgegen; Karl V. ließ ausrichten, er werde den Inhalt gründlich erwägen und eine gnädige Antwort erteilen. Damit behandelte er die Confessio Augustana wie eine Bittschrift (Supplikation), die ihm persönlich unterbreitet worden sei – nicht als Beitrag zu einer womöglich öffentlich geführten Diskussion.
Die Gruppe von altgläubigen Theologen, die eine Antwort auf die Confessio Augustana erarbeiten sollte, bestand aus rund 20 Personen, die von ihren Landesherren, dem Kaiserhof oder dem päpstlichen Legaten vorgeschlagen wurden. Dazu gehörten: Johannes Eck, Konrad Wimpina, Johannes Cochläus, Wolfgang Redorfer, Johann Fabri, mehrere Dominikaner, darunter Johann Dietenberger, sowie der Augustiner-Eremit Bartholomäus Arnoldi. Ein erster Entwurf (Responsio theologorum, „Antwort der Theologen“) war zu weitläufig. Daraufhin erstellte die Theologengruppe eine ebenfalls umfangreiche Schrift mit dem Titel Catholica et quasi extemporalis responsio („Katholische und gewissermaßen spontane Antwort“), die dem Kaiser am 12. Juli übergeben wurde und die eine „Generalabrechnung“ (Vinzenz Pfnür) mit Luther, Melanchthon, Zwingli und anderen Protestanten darstellt. Der Legat Campeggi billigte diesen Text, der Kaiserhof aber nicht. Karl V. legte die Catholica responsio den katholischen Reichsständen zur Begutachtung vor. Hier waren die Gemäßigten in der Mehrheit. Kennzeichnend für diese Richtung ist das Votum des Bischofs von Straßburg, Wilhelm von Hohnstein: „Für Frieden und Eintracht ist jenes gehässige Erinnern an all das, was vor 10 Jahren geschrieben wurde oder geschah, nicht förderlich.“
Ab 16. Juli arbeitete die katholische Theologengruppe an der Confutatio Augustana. Sie geht Punkt für Punkt an der Confessio Augustana entlang und ist im Ton ähnlich konziliant wie jene gehalten. Die Confutatoren würdigten die gemeinsame Glaubenstradition in vielen Artikeln, benannten aber auch Lehrunterschiede und wiesen sie „nachdrücklich, jedoch nicht verletzend“ (Herbert Immenkötter) zurück. Johannes Eck als wichtigster altgläubiger Theologe zeigte sich hier und in den folgenden Ausschussverhandlungen kompromissbereit. Auch von der Confutatio gab es eine lateinische und eine deutsche Fassung, die nicht voll identisch waren. Auf Drängen der altgläubigen Stände entschloss sich Karl V., die von ihm zuvor beanspruchte Schiedsrichterrolle aufzugeben und die Confutatio als Darlegung des traditionellen Glaubens in seinem Namen proklamieren zu lassen. Der kaiserliche Sekretär Schweiß las den deutschen Text der Confutatio am 3. August in einer allgemeinen Ständeversammlung auf dem Rathaus vor (also in dem Rahmen, der für die Verlesung der Confessio Augustana verweigert worden war). Karl V. verlangte von den evangelischen Ständen die Annahme der Confutatio, machte aber die Übergabe einer Kopie davon abhängig, dass die Evangelischen dem Text zuvor zustimmten und auf Gegenschriften wie auch auf Veröffentlichung verzichteten. Die evangelische Seite lehnte ab und kündigte an, eine Antwort vorzubereiten auf Grundlage der Notizen, die man sich bei Schweiß’ Vortrag gemacht hatte.
Am 5. August sprachen die evangelischen Fürsten noch einmal in gemeinsamer Audienz beim Kaiser vor. Kurz darauf reiste Philipp von Hessen ohne kaiserliche Erlaubnis ab. In einem Brief an Friedrich von der Pfalz begründete er diesen Schritt mit der (fingierten) schweren Erkrankung seiner Frau. Das sorgte für erhebliche Aufregung unter den Teilnehmern des Reichstags. Viele rechneten mit einem bevorstehenden militärischen Angriff des Hessen auf die Stadt. 100 kaiserliche Reiter wurden ausgesandt, um Philipp zurückzubringen. Sie fanden ihn aber nicht. An den Stadttoren zogen kaiserliche Söldner als Wachen auf. Der Zeitpunkt des Aufbruchs trifft damit zusammen, dass Philipp von seiner Aufnahme in das „christliche Burgrecht“ mit Zürich, Basel und Straßburg erfuhr.

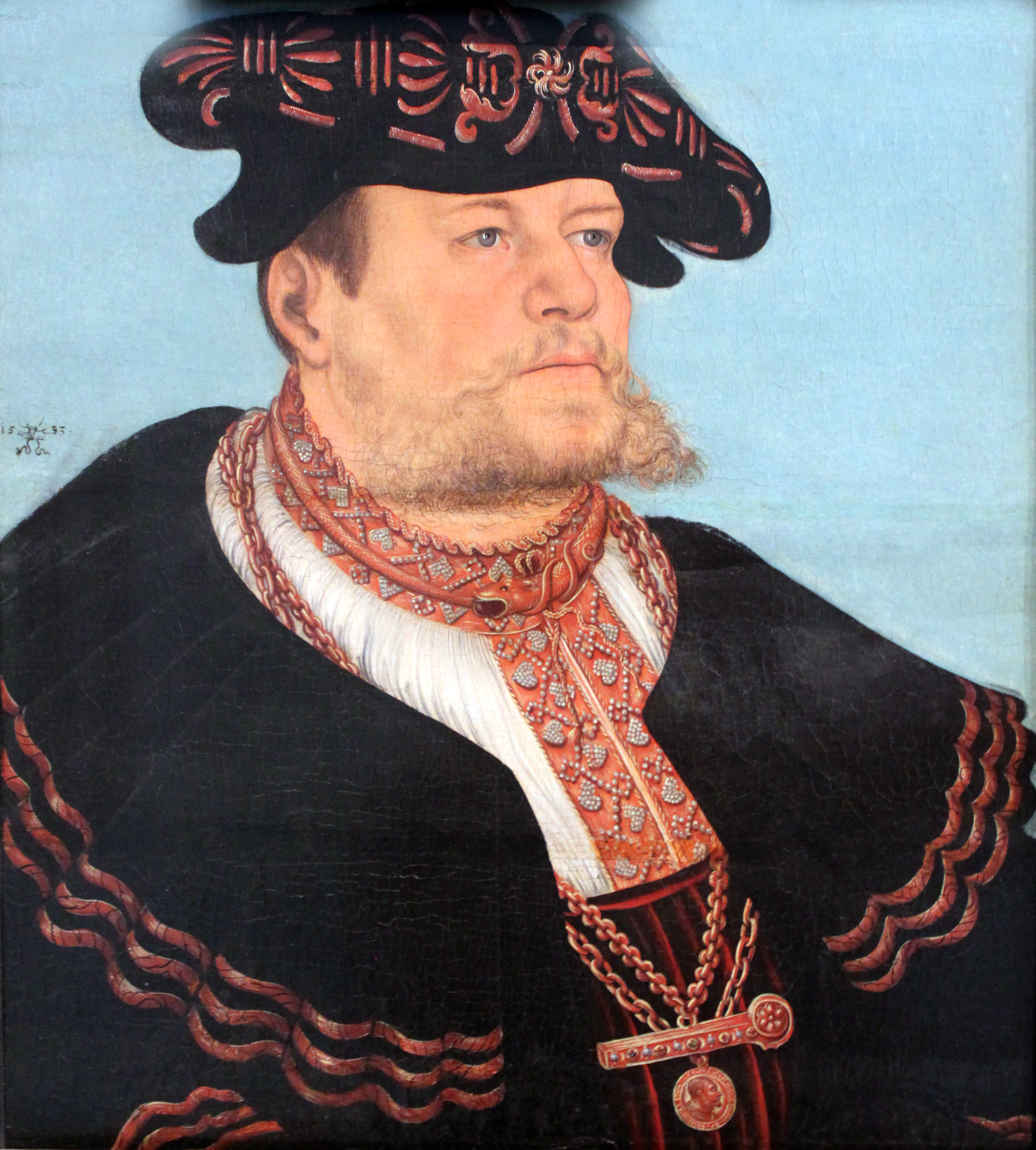
Gregor Brück, kursächsischer Kanzler (Lucas Cranach der Ältere 1533, Germanisches Nationalmuseum)

Obwohl Karl V. das nicht vorgesehen hatte, ging der Versuch einer Beilegung des Religionskonflikts nach Verlesung der Confessio Augustana und der Confutatio in die dritte Phase. Die altgläubigen Stände ergriffen die Initiative und wählten einen „Großen Ausschuss“ altgläubiger Kurfürsten und Fürsten, um ihre protestantischen „Vettern, Schwäger und Freunde“ zur Annahme der Confutatio zu überreden. Es war eine hochrangig besetzte Gruppe von 17 Personen, darunter sämtliche altgläubige Kurfürsten. Als das ergebnislos blieb, gingen sie einen Schritt weiter und bahnten Religionsgespräche an:
- zuerst vom 16. bis zum 21. August ein Vierzehnerausschuss mit zwei Fürsten, zwei Juristen und drei Theologen jeder Konfession (auf katholischer Seite: Herzog Heinrich von Braunschweig-Wolfenbüttel, der Augsburger Bischof Christoph von Stadion, der Badener Kanzler Hieronymus Vehus, der kurkölnische Kanzler Bernhard Hagen und die Theologen Johann Eck, Konrad Wimpina und Johannes Cochläus. Auf evangelischer Seite: Markgraf Georg von Brandenburg-Ansbach, Kurprinz Johann Friedrich von Sachsen, der kursächsische Altkanzler Gregor Brück, der ansbachische Kanzler Sebastian Heller und die Theologen Philipp Melanchthon, Johannes Brenz und Erhard Schnepf);[151]
- dann vom 24. bis 30. August ein Sechserausschuss mit je drei alt- und neugläubigen Unterhändlern (auf katholischer Seite: Bernhard Hagen, Hieronymus Vehus und Johann Eck; auf evangelischer Seite: Gregor Brück, Sebastian Heller und Philipp Melanchthon).[152]

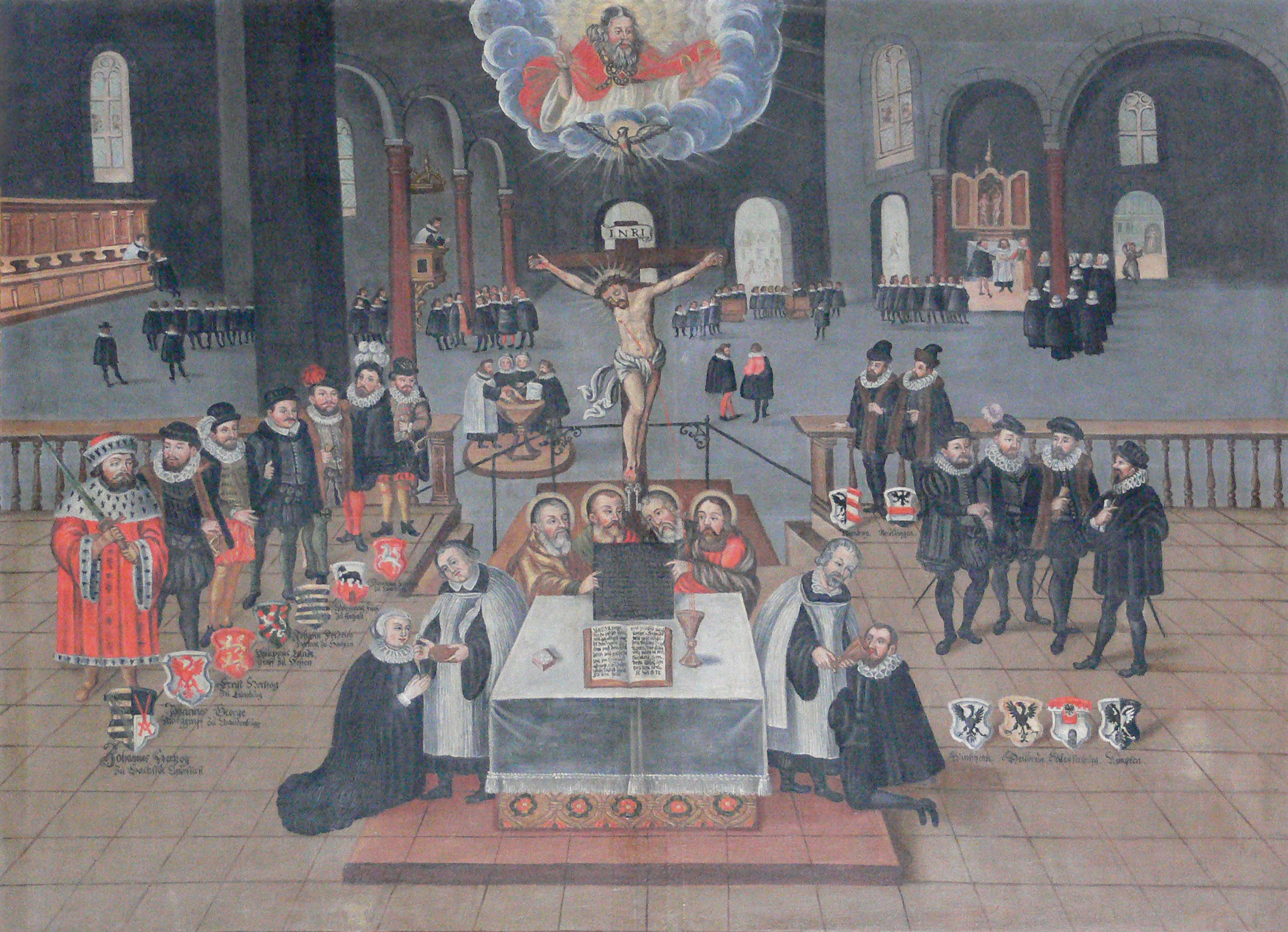
Abendmahl mit Laienkelch, eine Kernforderung der Reformation (Christoph Krause 1670, Altarbild der Sankt-Nikolai-Kirche Luckau)

Aus den Niederschriften Hieronymus Vehus’ ist bekannt, dass man zuerst über die 21 Lehrartikel der Confessio Augustana sprach. Das war schnell abgehandelt, wobei die hier erkennbare weitgehende Einigkeit unverbindlich war – der Ausschuss hatte in Glaubensfragen keine Entscheidungskompetenz. Alles stand unter dem Vorbehalt, dass ein künftiges Konzil diese Fragen regeln werde. Dann kamen die Artikel 22 bis 28 der Confessio Augustana auf den Tisch, die Missbräuche und dagegen ergriffene Reformen behandeln. Hier verbarg sich der eigentliche Konfliktstoff. Die Billigung von schon durchgeführten Reformmaßnahmen zu erlangen, war zentral für das kursächsische Verhandlungskonzept. Brück bot im Namen der Protestanten an, die Jurisdiktion der altgläubigen Bischöfe anzuerkennen, wenn im Gegenzug Laienkelch, Priesterehe und evangelische Messe gewährt würden. So weitgehendes Entgegenkommen war im evangelischen Lager sehr umstritten. Nach Eugène Honée machte sich hier bemerkbar, dass Kursachsen und Brandenburg-Ansbach die protestantische Gruppe dominierten. Hessen war durch den Hofprediger Schnepf vertreten, die übrigen Unterzeichner gar nicht. Besonders Nürnberg und Braunschweig-Lüneburg seien damit unzufrieden gewesen. Für die protestantischen Reichsstädte, von denen mehrere die Confessio Augustana unterschrieben hatten, war die Rückkehr unter bischöfliche Jurisdiktion nicht akzeptabel. Infolge der Kritik aus den eigenen Reihen verhielt sich die protestantische Gruppe im Vierzehnerausschuss passiv und überließ der altgläubigen Gruppe die Gesprächsführung. Nach der reichstags-üblichen Verhandlungsmethode des Vergleichens brachte diese ständig neue Kompromissvorschläge vor, letztlich ohne Ergebnis. Die altgläubigen Unterhändler betrachteten es als Selbstverständlichkeit, dass die Jurisdiktion der Bischöfe auch von den Protestanten anerkannt wurde. Man erkannte darin kein Zugeständnis. Bei Laienkelch und Priesterehe gab es Möglichkeiten der Verständigung, bei Veränderungen der Messe hingegen gar nicht. Die Katholiken hatten eine zusätzliche Forderung: die Restituierung von säkularisiertem Kirchen- und Klostergut durch die Protestanten.
Die Gemäßigten waren auf beiden Seiten in der Mehrheit. Die Verkleinerung vom Vierzehner- auf den Sechserausschuss sollte vor allem Georg von Sachsen, der für Heinrich von Braunschweig-Wolfenbüttel nachgerückt war, wegen seiner kompromisslosen Haltung ausschließen. Ein Konsens wurde jedoch nicht erreicht. Am 26. August schlugen die evangelischen Teilnehmer vor, es solle einen „friedlichen Anstand“ bis zum künftigen Konzil geben, also einen politischen Frieden ohne religiösen Konsens. Am 7. September entschied der Kaiser, die Glaubensfragen sollten auf einem Konzil geregelt werden. Bis dahin sollten die vorreformatorischen Verhältnisse weiter bestehen bzw. wieder hergestellt werden. Die altgläubige Ständemehrheit wollte mehr erreichen als den protestantischerseits offerierten „friedlichen Anstand“; mit Billigung des Kaisers und Mitwirkung des Legaten Campeggi schlugen Hieronymus Vehus und Georg Truchseß von Waldburg vor, dass Laienkelch und Priesterehe in den protestantischen Territorien bis zum Konzil toleriert werden könnten. Die noch in ihren Territorien bestehenden Klöster sollten die protestantischen Fürsten aber unangetastet lassen und das säkularisierte Klostergut unter kaiserliche Verwaltung stellen. In der evangelischen Gruppe wurde dieser Vorschlag intensiv diskutiert, aber nicht angenommen. Unter wachsendem Zeitdruck schlugen Vehus und Waldburg am 20. September noch vor, den „friedlichen Anstand“ sozusagen durch die Hintertür einzuführen, indem eine Bedenkzeit über die Fragen, in denen keine Einigung erzielt worden war, immer weiter verlängert werden sollte, so dass das Scheitern der Einigungsgespräche nicht klar benannt werden musste.
In der Reichstagssitzung am 22. September wurde ein Entwurf des Reichstagsabschieds vorgelegt, in dem es hieß, die Confessio Augustana sei mit guten Argumenten widerlegt und abgewiesen worden. Kanzler Brück protestierte und versuchte bei dieser Gelegenheit, dem Kaiser die von Melanchthon zwischenzeitlich erstellte Apologie der Confessio Augustana (also die Widerlegung ihrer Widerlegung) zu überreichen. Ferdinand von Österreich verhinderte diese Übergabe des Dokuments, die somit nie offiziell erfolgte.

### Gravamina der deutschen Nation
Für die protestantischen Stände war die Diskussion über die Gravamina der deutschen Nation, die mehrere Reichstage beschäftigt hatte, durch die Übergabe der Confessio Augustana gewissermaßen erledigt: Die Fürsten und Stadträte hatten die kirchlichen Reformen, die sie für nötig hielten, selbst umgesetzt. Damit wurde die Gravamina-Diskussion auf dem Reichstag 1530 nur noch von den altgläubigen Ständen und nun „mit antiprotestantischer Spitze“ weitergeführt. Die geistlichen Fürsten klagten über die weltlichen protestantischen Fürsten, dass Prediger gegen ihren Willen eingesetzt wurden, die sich nicht an die kirchliche Tradition hielten, dass Kirchen- und Klostergut eingezogen wurde und es zu Übergriffen gegen Ordensleute und Störungen der Heiligen Messe kam.

### Vorzeitige Abreise der protestantischen Stände
Die protestantischen Fürsten nutzten nach dem Scheitern der Religionsverhandlungen „das Mittel des klassischen Verzugs“: Sie reisten vorzeitig ab und ließen nur einige Räte zurück. Sie entzogen sich dem Abschlussritual des Reichstags durch Abwesenheit. Die Teilnahme daran hätte sie ja auf die Ergebnisse des Reichstags verpflichtet. Am 23. September reiste Kurfürst Johann von Sachsen ab, zusammen mit den Herzögen Ernst und Franz von Braunschweig-Lüneburg und Fürst Wolf von Anhalt, was als Wendepunkt gilt. „Ein Kaiser, der von seinen Fürsten teilweise sogar unangekündigt verlassen wurde, konnte und mußte dies als öffentlichen Angriff auf seine Autorität verstehen.“ Der Reichstagsabschied fiel deshalb harscher aus als ursprünglich geplant. Auch evangelischerseits endete der Reichstag 1530 mit Konfrontation: Bei der Protestation zu Speyer hatte man nur gegen den Religionsartikel Einspruch erhoben, 1530 in Augsburg bedeutete die vorzeitige Abreise eine „Totalverweigerung gegen sämtliche Beschlüsse.“

### Reichskammergericht
Die Reform des Reichskammergerichts war seit dem Wormser Reichstag 1521 in Arbeit. Ein Entwurf der Reichskammergerichtsordnung wurde dem Plenum am 10. Oktober vorgelegt. Vorgeschlagen wurde, nur noch altgläubige Richter an diesem obersten Gericht zuzulassen. Eine Supplikation der Protestanten an den Kaiser (2. November) blieb ohne Erfolg, und so wurde die reformierte Reichskammergerichtsordnung in den Abschied aufgenommen und erlangte Rechtskraft.
Das Reichskammergericht sollte von nun an seinen ständigen Sitz in Speyer haben. Dass es während des Reichsregiments seinen Ort mehrfach wechselte, wurde als Grund für die Ineffektivität dieses obersten Gerichts ausgemacht.

### Reichstürkenhilfe
Die altgläubige Ständemehrheit bewilligte dem Kaiser eine „beharrliche“ Türkenhilfe (drei Jahre lang 4000 Reisige und 20.000 Fußknechte), die aber erst geleistet werden sollte, wenn von anderen christlichen Mächten Hilfszusagen eintrafen. Bis dahin stellte man dem Kaiser eine „eilende“ Türkenhilfe zur Verfügung, nämlich 8000 Reisige und 40.000 Fußknechte für sechs, nötigenfalls acht Monate zur Abwehr eines türkischen Angriffs auf Ungarn, Mähren, Schlesien, Österreich oder andere Länder des Reichs. Während die Kurfürsten diese Truppen auch offensiv außerhalb des Reichs einsetzen wollten, waren die Fürsten dafür, die Truppen nur zur Verteidigung des Reichsterritoriums zu nutzen. Die Kurfürsten setzten sich in diesem Punkt durch. Das Problem der „eilenden“ Türkenhilfe war, dass sie erst dann geleistet werden musste, wenn Kundschafter die Ankunft eines türkischen Heeres meldeten, „also praktisch stets zu spät.“

### Reichsabschied (19. November 1530)

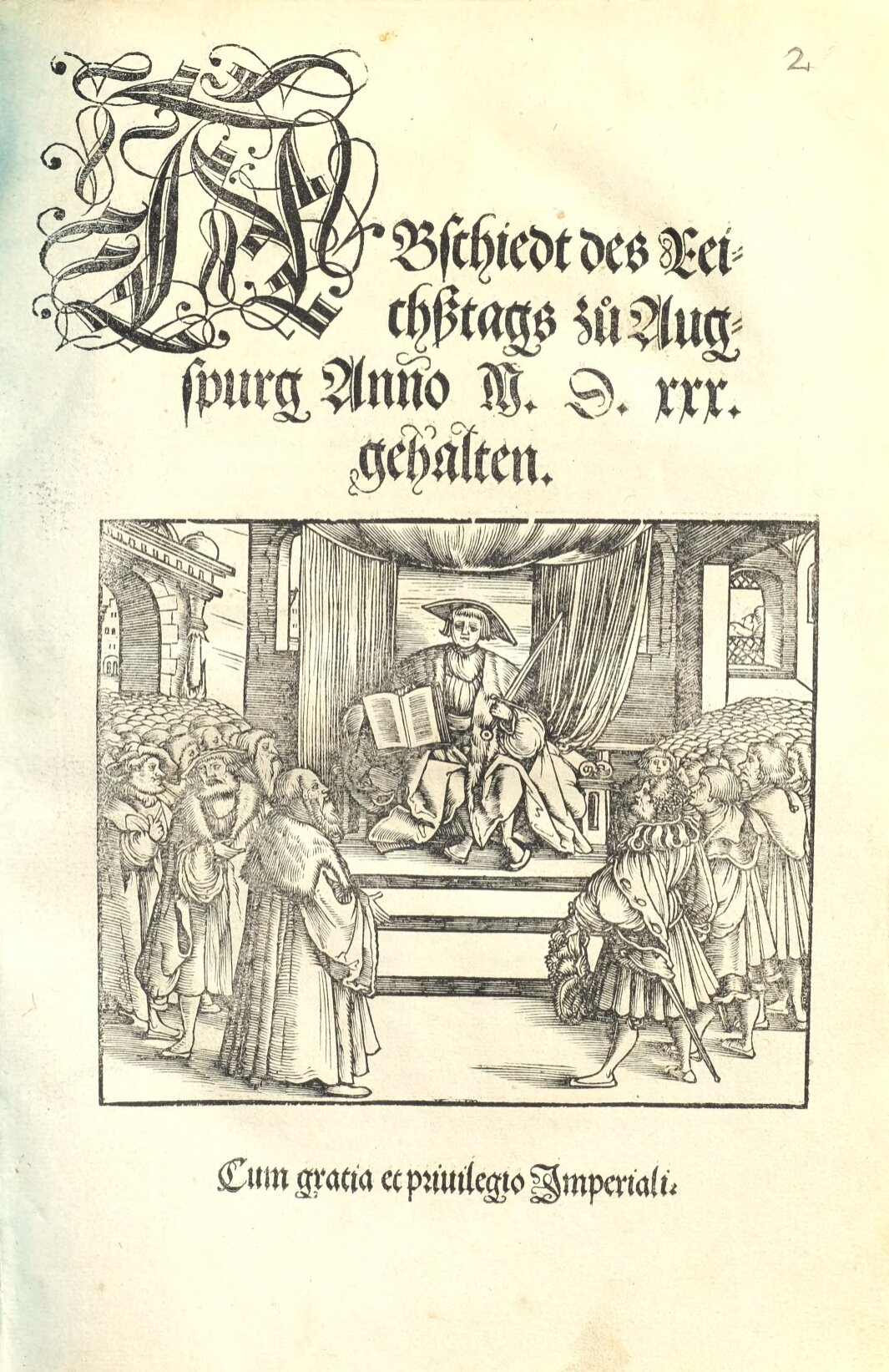
Reichsabschied von 1530

Die Mainzer Kanzlei erarbeitete auf Grundlage der Protokolle aus den Kurien und Ausschüssen ein Konzept des Reichsabschieds, das vom Kurfürstenrat und einem von den Reichsständen und dem Kaiser besetzten Ausschuss geprüft wurde. Nun folgte die Niederschrift, das Binden und Siegeln des endgültigen Textes in zwei Kanzleiexemplaren. Dieser Text wurde am 19. November 1530 im Plenum verlesen und von den anwesenden Reichsständen angenommen. Kopisten der Mainzer Kanzlei fertigten Exemplare für die Reichsstände an, parallel dazu erfolgte aber auch die Drucklegung in der kaiserlich privilegierten Mainzer Offizin von Johann Schöffer. Als Druckwerk erreichte der autorisierte Text den weiteren Adressatenkreis der Behörden und Amtsträger. Auf dem Titelholzschnitt des Reichstagsabschieds von 1530 sieht man den thronenden Kaiser mit Richtschwert und aufgeschlagenem Buch, zu beiden Seiten die Religionsparteien. Auch das zeigt: Das Hauptthema war der Religionskonflikt.
- Die Confutatio wurde angenommen und die Confessio Augustana verworfen. Allerdings wurde keines der beiden Dokumente Bestandteil des Reichsrechts, etwa durch Übernahme des Textes in den Reichsabschied. Deshalb ist die reichsrechtliche Trennung der Alt- und Neugläubigen in zwei Konfessionen noch nicht in Augsburg 1530 vollzogen, sondern erst mit dem Nürnberger Anstand 1532.[171]
- Der Kaiser als oberster Vogt der Christenheit kündigte den protestantischen Reichsständen die Vollstreckung des Wormser Edikts an. Alle Zugeständnisse auf den Reichstagen von 1522 bis 1529 waren damit kassiert. Der Druck und Verkauf evangelischer Schriften wurde verboten. Die entfremdeten Kirchen und Klöster sollten von den evangelischen Ständen bei Androhung der Reichsacht restituiert werden. Der altgläubige Gottesdienst war auch in ihren Territorien sicherzustellen. Die protestantischen Reichsstände erhielten eine Frist bis zum 15. April 1531, um den Reichsabschied anzunehmen und die befohlenen Maßnahmen umzusetzen. Im Fall der Weigerung kündigte ihnen der Kaiser an, die Maßnahmen gewaltsam zu vollstrecken und gegen sie wegen Landfriedensbruchs vorzugehen. Das widersprach der Rechtsauffassung der Evangelischen, die an das Konzil appelliert hatten und daraus einen „fragilen interimistischen Rechtsschutz“ ableiteten: Die Ächtung Luthers und seiner Parteigänger war demnach bis zum Entscheid des Konzils rechtshängig und noch nicht vollstreckbar.[157]
- Der Reichsabschied machte verbindlich, dass die „eilende“ Reichstürkenhilfe durch Truppenstellung, nicht durch Geldzahlungen zu leisten war. Die Stände sollten ihre Truppenkontingente in den zehn Reichskreisen zum Kreismusterplatz entsenden. Der vom jeweiligen Reichskreis gewählte Kreisobrist sollte sodann die Musterung leiten und sein Kontingent in den Krieg führen.[172]
- Der Reichsabschied bekannte sich zum Monopolverbot, darin inbegriffen spekulative Aufkäufe und Ausschließlichkeitsverträge. Für die Fugger und Welser sowie andere große Handelsgesellschaften, die den Kaiser finanziell unterstützten, blieb das allerdings folgenlos. Karl V. ließ nämlich die Akten ihrer Prozesse nach Spanien bringen, „wo sie verschwanden.“[173]
- Der Reichstag verabschiedete die Reichspolizeiordnung und die Reichskammergerichtsordnung. Um die Menge der Prozesse besser zu bewältigen, wurde die Zahl der Kammergerichtsmitglieder von 18 auf 24 erhöht. Dem Reichskammergericht wurde der Landfriedensschutz übertragen; jeder Landfriedensbruch (und dies konnte seit 1530 auch ein religiöses Delikt sein) war mit der Reichsacht bedroht.[174] Durch diese Regelungen war „der Reichsfriede zu einer Religionssache geworden und folglich auch die Religionsfrage unlöslich mit der Reichsreform verbunden.“[175]

## Auswirkungen des Reichstags
Die Königswahl Ferdinands erfolgte am 5. Januar 1531 in Köln mit den fünf Stimmen der altgläubigen Kurfürsten. Erzbischof Hermann V. von Wied vollzog im Aachener Dom die Salbung und Krönung. Kursachsen blieb der Wahl fern, legte aber offiziell und notariell protokolliert Protest ein: Die Wahl widerspreche der Goldenen Bulle. Johann von Sachsen gab damit der Fürstenopposition gegen Habsburg ein wichtiges Instrument an die Hand. Das Königtum Ferdinands trat an die Stelle des Reichsregiments. Das bedeutete das Ende der ständischen Mitregierung im Reich. Im Reichsregiment war auch die ständische Opposition gegen die Zentralgewalt beteiligt gewesen. Diese Opposition der Stände verschwand aber mit Ferdinands Königtum nicht einfach, sondern sie setzte sich fort als fürstliche Opposition gegen das Haus Habsburg.

Gründungsmitglieder (hell lila) und nach der Gründung beigetretene Mitglieder (lila) des Schmalkaldischen Bundes

Die protestantische Reaktion auf den Reichsabschied war der zügige Aufbau eines Militärbündnisses unter gemeinsamer Leitung von Kursachsen und Hessen. Dieser Schmalkaldische Bund, dessen Bekenntnisgrundlage die Confessio Augustana war, erhielt durch Philipp von Hessen von seiner Gründung an eine antihabsburgische Ausrichtung. Heinrich Richard Schmidt betont die Neuartigkeit des Bündnisses zwischen Fürsten und Städten: Diese Allianz sei nicht auf gemeinsamen wirtschaftlichen oder dynastischen Interessen gegründet, sondern auf einer Ideologie – ein „Phänomen der Neuzeit“. Volker Press sieht die „miserable Behandlung der Städte“ auf dem Augsburger Reichstag als politischen Fehler des Kaisers; demgegenüber erhielten die Städte in der Verfassung des Schmalkaldischen Bundes im Dezember 1531 relativ gute Mitsprachemöglichkeiten.
Als die Frist zur Annahme des Reichsabschieds im April 1531 ablief, unternahm Karl V. nichts, um die Annahmeverweigerung zu sanktionieren. Zu sehr war er auf finanzielle und militärische Unterstützung angewiesen. Allerdings gingen beim Reichskammergericht nun zahlreiche Klagen ein; damit baute sich eine Prozesswelle als juristische Drohkulisse auf. Das betraf zunächst vorwiegend die protestantischen Reichsstädte, ab Mitte des Jahrzehnts vermehrt auch die Fürsten. Der Schmalkaldische Bund gewährte seinen Mitgliedern nicht nur Militär-, sondern auch Rechtshilfe. Kammergerichtliche Entscheide in Religionsprozessen waren selten; nur einmal erging ein Achtexekutionsurteil gegen ein Mitglied des Bundes: nach über acht Jahren Prozessdauer 1540 gegen die Stadt Minden.
Zwingli fiel in der Schlacht bei Kappel (11. Oktober 1531); Philipps Kontakte in die Schweiz verloren danach an Bedeutung. Dagegen intensivierte sich nach dem Augsburger Reichstag die hessische Kooperation mit Bayern. Der bayerische Hofrat Leonhard von Eck sorgte Ende 1530 dafür, dass eine „eilende Hilfe“ des Schwäbischen Bundes gegen Philipp von Hessen und Ulrich von Württemberg nicht zustande kam. Dem Saalfelder Bund (24. Oktober 1531) zwischen Bayern und Hessen traten auch Kursachsen und andere Schmalkaldische Bundesverwandte bei.

## Rezeptionsgeschichte

### Protestantische Erinnerungskultur

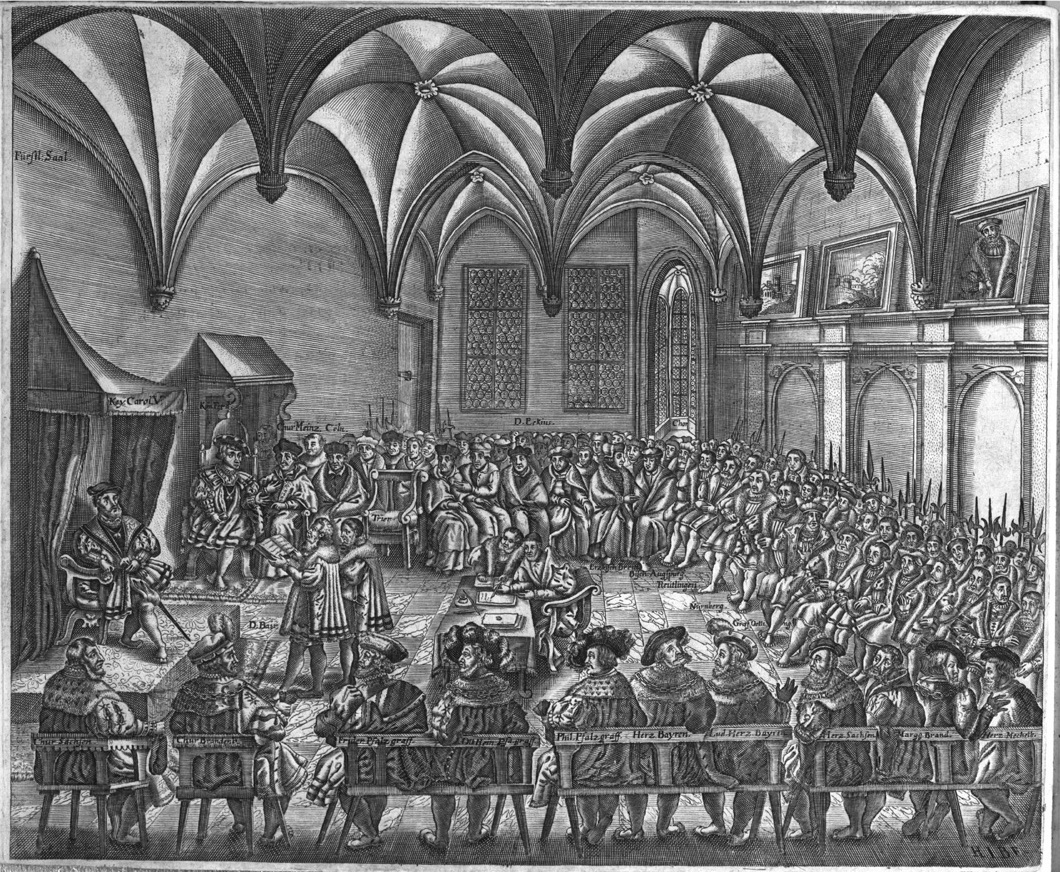
Verlesung der Confessio Augustana (Michael Herr, 1630)

Da die Verlesung der Confessio Augustana vor dem Kaiser eine „Gründungsgeschichte“ des Luthertums war, wurde auch der Reichstag als deren Hintergrund im ausgehenden 16. und im 17. Jahrhundert durch Flugschriften und Geschichtswerke in Erinnerung gehalten (besonders Georg Coelestin: Historia comitiorum anno 1530 Augustae celebratorum, 1577). 1630 rekonstruierte Johannes Saubert die Verlesungsszene im Bischofshof, und Michael Herr setzte Sauberts Ergebnisse in einem Kupferstich um, der häufig kopiert wurde.
Am 31. Oktober 1999 unterzeichneten Repräsentanten der Römisch-katholischen Kirche und des Lutherischen Weltbunds in Augsburg die Gemeinsame Erklärung zur Rechtfertigungslehre. Der Kreisdekan Ernst Öffner erläuterte zur Ortswahl, dass die Evangelischen und besonders Melanchthon auf dem Augsburger Reichstag 1530 vergeblich einen „Brückenschlag“ versuchten, um die Einheit der Kirche zu retten. Die Unterzeichnung des Konsensdokuments am Reformationstag 1999 sei ein neuerlicher Brückenschlag.
Die Vermarktung des deutsch-amerikanischen Historienfilms Luther (2003) wurde von der EKD unterstützt; der konfessionelle Finanzdienstleister Thrivent Financial for Lutherans trug ein Drittel der Produktionskosten. Der Film erzählt Reformationsgeschichte aus „uneingeschränkt protestantischem Blickwinkel.“ In diesem Film gehört die Schlussszene der Confessio Augustana: In einer kurzen Sequenz widersetzen sich die Kurfürsten auf dem Augsburger Reichstag gemeinsam der kaiserlichen Forderung, Luthers Bibelübersetzung zu verbieten und reformatorische Pfarrer von ihren Stellen zu entfernen. Sie knien vor dem Kaiser nieder, bereit, dafür zu sterben. Melanchthon, der bei dieser Szene zugegen ist, sagt, man habe eine Glaubensurkunde verfasst. Martin Luther ist währenddessen nicht etwa auf der Veste Coburg, sondern mit seiner Frau Katharina zuhause im Grünen und sagt, er sei froh, dass sie ihn liebe. Reiter nähern sich. „Melanchthon zu Pferd schwenkt ein Dokument und ruft: ‚Martin, wir haben es geschafft!‘ Er reitet in einer Totale auf Luther und Katharina zu. Schnitt.“

### Geschichtsschreibung

#### Leopold von Ranke
Leopold von Rankes Deutsche Geschichte im Zeitalter der Reformation ist ein Klassiker, der auch wegen seiner literarischen Qualitäten im 19. Jahrhundert breit rezipiert wurde. Band 3 (1840) schildert den Augsburger Reichstag 1530 ausführlich. „Die Protestanten hatten sich unter einander entzweit, von einander isolirt, sie glaubten nicht einmal das Recht des Widerstandes zu haben.“ Das ist die Ausgangssituation. Der Kaiser plant, die Einigung mit den Protestanten zunächst im Guten zu versuchen, dann aber mit Härte vorzugehen. Das kaiserliche Ausschreiben zum Reichstag („es kann nichts Friedeathmenderes geben“) ist Ausdruck dieser nur scheinbaren Milde. Bald bemerken die Protestanten auf dem Reichstag, dass der Kaiser „nicht treibe, sondern getrieben werde; die alten erbitterten Gegner, mit denen sie schon so lange gestritten, als Mehrheit constituirt, leiteten jetzt auch alle Schritte der kaiserlichen Autorität.“ Luthergegner wie Eck seien mit ihren literarischen Fehden bisher wenig erfolgreich gewesen. „Ihre ganze Stärke lag in ihrer Verbindung mit der Gewalt.“ So auch jetzt. Von den evangelischen Bekennern ist nun Standhaftigkeit gefordert, um sich nicht durch Versprechungen oder Drohungen ins katholische Lager hinüberziehen zu lassen. Ranke bietet eine Reihe von Charakterbildern idealisierter evangelischer Fürsten. Die Quintessenz des Reichstags ist für Ranke: „Einer alle Rechte des Reichs in Anspruch nehmenden, mit dem Kaiser vereinten, mit den Kräften des alten Europa verbündeten Majorität gegenüber, suchte eine Minorität sich zu halten, noch vereinzelt und formlos, aber voll von religiöser Entschlossenheit. Die Majorität, den Kaiser an der Spitze, schien gesonnen, Gewalt zu brauchen […] Die Minorität hatte noch keine Absicht; sie wußte nur, daß sie nicht weichen werde.“

#### Johannes Janssen
Johannes Janssen setzt in seiner Geschichte des deutschen Volkes seit dem Ausgang des Mittelalters 1887 ganz andere Schwerpunkte. Janssen schreibt als katholischer Priester und Historiker vor dem Hintergrund des Kulturkampfs. Die antihabsburgischen Bündnispläne Philipps von Hessen nehmen bei ihm breiten Raum ein. Philipp erscheint als skrupelloser Machtpolitiker: „Es machte dem Landgrafen Kummer, daß Sultan Suleiman Wien nicht erobert hatte.“ Karl V. muss in Augsburg die Verteidigung des Reichs gegen die türkische Bedrohung organisieren. Nach seinem Einzug in die Stadt nimmt er an der Fronleichnamsprozession teil. Dass die Protestanten sich daran nicht beteiligen, ist eine tiefe Beleidigung des Kaisers und der katholischen Stände. Die Protestanten machen die Türkenhilfe von religiösen Zugeständnissen abhängig und setzen durch, dass über die Religionsfrage zuerst verhandelt wird. Janssen fragt, warum Melanchthon in der Confessio Augustana so tue, als sei man bis auf kleine Reformen mit der katholischen Kirche einig, wenn Luther gleichzeitig den Papst als Antichrist bezeichnete. Philipp von Hessens plötzliche Abreise löst große Kriegsängste bei Alt- und Neugläubigen aus. Damit man nicht im Streit auseinandergeht, versuchen die katholischen Stände, mit den Protestanten gütlich zu verhandeln. Das Scheitern dieser Verhandlungen ist aus Janssens Sicht unvermeidlich: „Die Protestanten verwarfen das unfehlbare Lehramt und stellten einen neuen Kirchenbegriff auf, und sie verwarfen zugleich das immerwährende Opfer, weil sie das eigentliche Priesterthum verwarfen […]“

#### Reformationsgeschichtliche Beiträge
Zu den Jubiläumsjahren 1930 und besonders 1980 gab es zahlreiche Publikationen. Für 1930 sind zwei Arbeiten evangelischer Kirchenhistoriker hervorzuheben: Hans von Schubert (Der Reichstag von Augsburg im Zusammenhang der Reformationsgeschichte) und Johannes von Walter (Der Reichstag von Augsburg 1530).
Im Kontext des Jubiläumsjahrs 1980 befasste sich auch die katholische Kirchengeschichtsschreibung mit dem Ereignis; Helmut Neuhaus konstatiert einen „besonderen Nachholbedarf“, da die bisherige Forschung weitgehend lutherisch geprägt gewesen sei und den Reichstag fast nur als den historischen Hintergrund der Confessio Augustana behandelt habe. 1979 legte Herbert Immenkötter eine moderne kritische Edition der Confutatio (lateinisch und frühneuhochdeutsch) vor, 1981 gefolgt von einer Übertragung in modernes Deutsch. Immenkötter zeichnet den Fortschritt der Verhandlungen zwischen beiden Religionsparteien nach und kommt zu dem Ergebnis, dass einzelne Gesprächsteilnehmer auf beiden Seiten zu weitgehenden Übereinstimmungen vorstießen, dabei aber nicht mehr für die Mehrheit der jeweiligen Gruppe sprechen konnten.
Ein von Erwin Iserloh und Barbara Hallensleben herausgegebener Tagungsband enthält die Beiträge des internationalen Symposions Confessio Augustana und Confutatio, welches im September 1979 in Augsburg stattfand. Heinrich Lutz ordnet in seinem Eröffnungsvortrag den Augsburger Reichstag in den Konflikt zwischen der von Karl V. vertretenen Universalmonarchie und den fürstlichen Territorialstaaten ein. Die föderative Reichsverfassung begünstigte die Ausbreitung der Reformation. Nach der Protestation von Speyer 1529 sieht Lutz eine breite Schicht unentschiedener Reichsstände, die zwischen den Protestanten und den klar Altgläubigen lavierten. Der Kaiser, auf dem Höhepunkt seiner Macht, hatte mit dem Ausschreiben zum Reichstag „ein großartiges Programm kirchlicher Concordia“ vorgestellt. Bei den Protestanten sieht Lutz primär das Ziel, die eigenen Kirchentümer weiter auszubauen; die Reform der Gesamtkirche und ein künftiges Konzil seien für sie von sekundärer Bedeutung gewesen. Auf katholischer Seite betont Lutz den „Beharrungsdruck“ der altgläubigen geistlichen Kurfürsten und Fürsten. Papst Clemens VII. verweigerte das Konzil; Karl V. hatte diesen Papst 1530 eng an sich und sein Konzept der Universalmonarchie gebunden. Die spanische Reformkirche, zu der auch Mitglieder des Kaiserhofs zu zählen waren, stand im starken Kontrast zum altertümlichen reformunwilligen deutschen Reichskirchensystem. Die Konstellation „hier die Veröffentlichung der Confessio, dort die Geheimhaltung der Confutatio“ war für die kaiserlich-katholische Seite recht unglücklich. Sie belastete die folgenden Ausgleichsverhandlungen. Lutz zufolge scheiterte die Formulierung der eigentlich möglichen Glaubenseinheit am beiderseits fehlenden Vertrauen, insbesondere in den Kaiser, der seine Schiedsrichterrolle aufgegeben hatte. Die Widerstandskräfte, an denen die Universalmonarchie scheitern sollte, traten nach Lutz im Verlauf des Augsburger Reichstags 1530 erstmals deutlich hervor. Wolfgang Reinhard und Horst Rabe behandelten in ihren Beiträgen auf dem Augsburger Symposion 1979 die Religionspolitik Karls V. Gegen eine reformationsgeschichtliche und auf Deutschland konzentrierte Forschungstradition betonte Reinhard den „Faktorenpluralismus“, der das politische Handeln des Kaisers einschränkte. Rabe zufolge war Karl V. selbst nicht klar, was er religionspolitisch eigentlich wollte, und so wirkten wechselnde Personen seiner Umgebung auf ihn ein, etwa Berater, die von der spanischen Reformkirche geprägt waren.

#### Reichs- und verfassungsgeschichtliche Beiträge
„Von Augsburg 1530 an verändern sich ständisches wie monarchisches Element der Reichsverfassung und beide in ihrem Verhältnis zueinander,“ betont Helmut Neuhaus. Hatte die ältere Forschung seit von Ranke den Reichstag 1555 als verfassungsgeschichtliche Wende beurteilt, so wird Augsburg 1530, „entsakralisiert“ betrachtet, als ähnliche Zäsur erkennbar, wobei manche auf dem Reichstag behandelten Themen, wie die Königswahl Ferdinands und die Verabschiedung der Carolina, erst nach dem Ende des Reichstags wirksam wurden. Heinz Angermeier sieht den Reichstag 1530 als „tiefgreifende Zäsur“ in der Politik Karls V.: Er stärkte das monarchische Element der Reichsverfassung auf Kosten der im Reichsregiment vertretenen ständischen Opposition, einmal durch die Königswahl Ferdinands, außerdem auch durch die Nutzung des Reichskammergerichts als „Behörde der kaiserlichen Gewalt.“ Diesen Erfolgen steht die Gründung des Schmalkaldischen Bundes gegenüber, mit dem sich die Opposition nach dem Reichstag organisiert hatte und die kaiserliche Politik blockieren konnte.
Die Augsburger Akten von 1530 sind noch nicht in der Jüngeren Reihe der Deutschen Reichstagsakten ediert (Stand 2022), was die historische Erforschung des Reichstagsgeschehens erheblich erschwert. Helmut Neuhaus untersuchte in mehreren Studien die Arbeitsweise der Reichstage im frühen 16. Jahrhundert und zeigte die Bedeutung der Ausschüsse auf, die zum Beispiel Friedrich Hermann Schubert 1966 gering veranschlagt hatte. Das Funktionieren des Reichstags zur Zeit Karls V. wurde so besser verständlich. Albrecht P. Luttenberger regte an, ergänzend auch den Einfluss von Verhaltensnormen und Verhandlungsstrategien der einzelnen Akteure und Gruppen zu berücksichtigen.
Barbara Stollberg-Rilinger behandelt den Augsburger Reichstag 2008 im Rahmen der Verfassungsgeschichte und Symbolsprache des Alten Reiches. Sie geht von einer kultursoziologischen Prämisse aus: „Jede institutionelle Ordnung bedarf symbolisch-ritueller Verkörperungen und beruht auf gemeinsam geglaubten Fiktionen.“ Sie sieht den Reichstag als „Sakralgemeinschaft“, der durch die Präsenz der Protestanten in Augsburg 1530 tiefgreifend gestört worden sei, obwohl alle Beteiligten weiterhin dem traditionellen Konsensmodell verpflichtet waren. „Pointiert könnte man sagen: Der Kaiser und die Altgläubigen setzten vor allem auf symbolische Strategien, während die Protestanten auf diskursive setzten. Gescheitert sind in diesem Fall am Ende beide.“